# Biserica reformată din Pădureni, Mureș

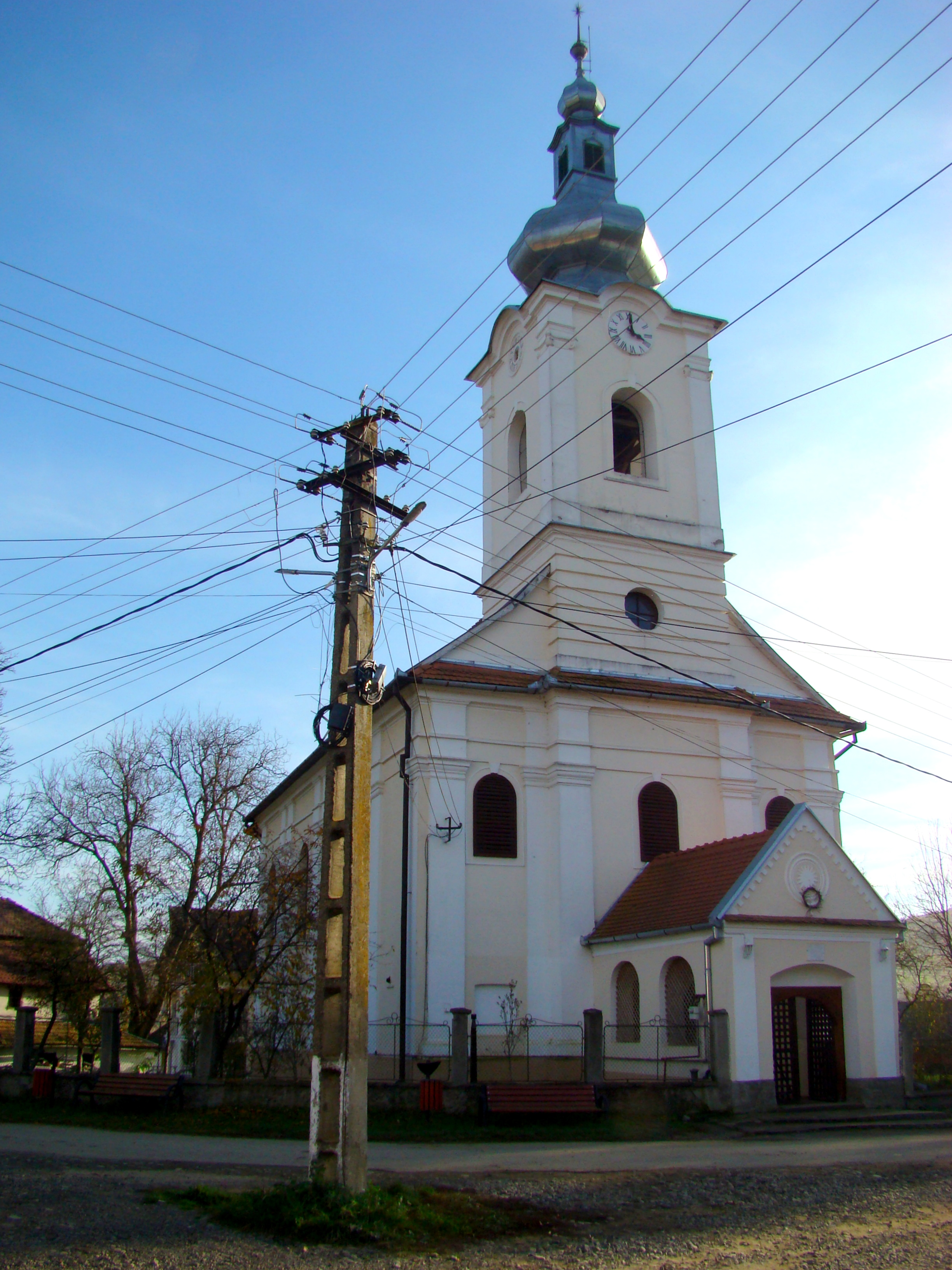
Biserica reformată din Pădureni (octombrie 2022)

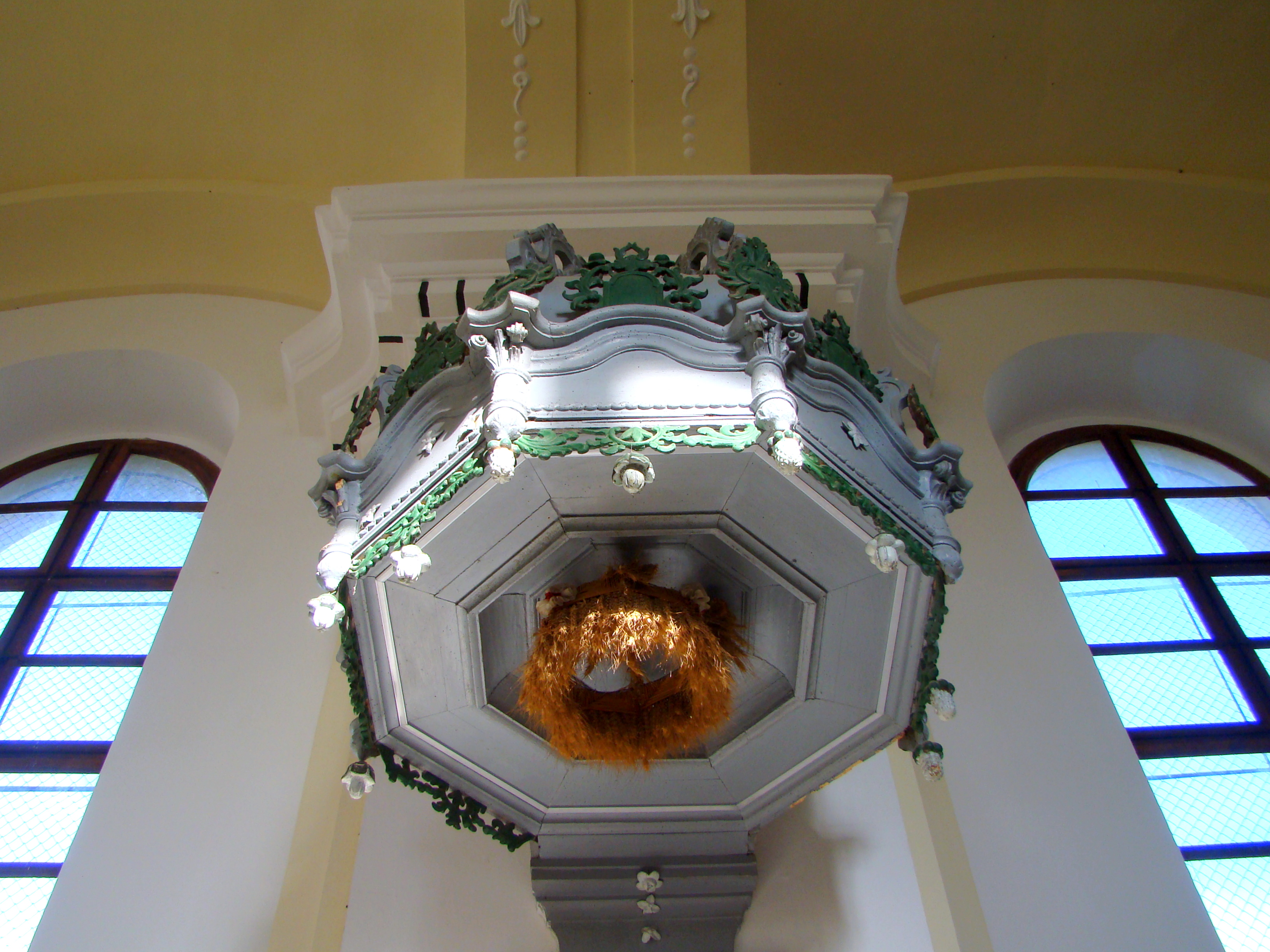
Coroana amvonului

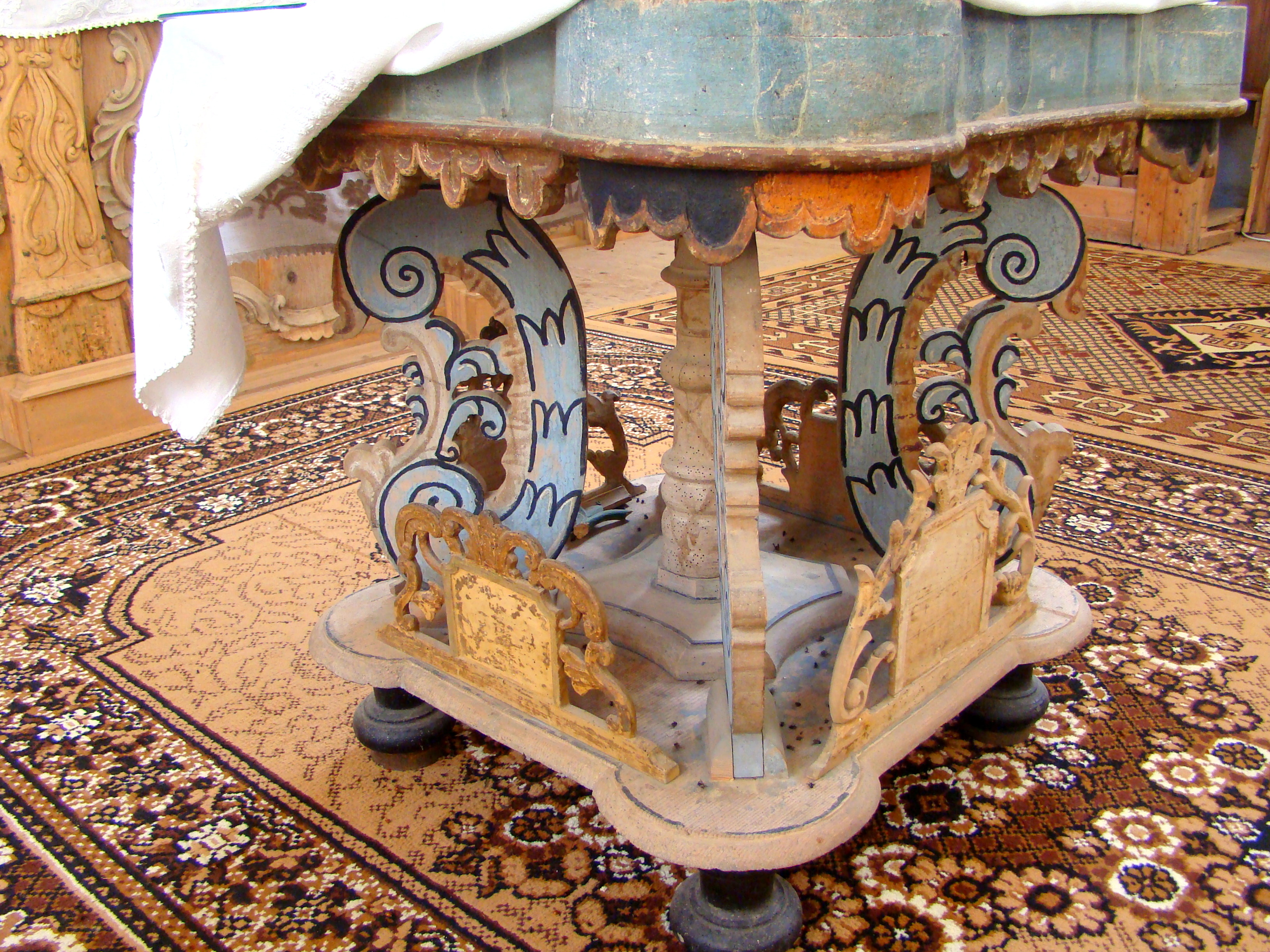
Masa Domnului

Biserica reformată din Pădureni este un lăcaș de cult aflat pe teritoriul satului Pădureni, comuna Gornești. Este un monument de arhitectură ecleziastică reprezentativ pentru bisericile maghiare din județul Mureș. Se remarcă prin mărime și patrimoniul mobil valoros.

## Localitatea
Pădureni (în lb. maghiară: Erdőcsinád, în limba germană: Scholten) este un sat în comuna Gornești din județul Mureș, Transilvania, România. Satul Pădureni este atestat documentar în anul 1332, în lista dijmelor papale, cu denumirea Chonad.

## Istoric
Satul a fost complet catolic în perioada medievală. În lista dijmelor papale este menționat preotul Stephanus. În timpul Reformei protestante toți credincioșii catolici au trecut la calvinism.
Biserica veche a fost demolată în anul 1783, datorită stării precare în care se afla. În anul 1782 sătenii îi cereau cancelarului Sámuel Teleki ajutorul pentru reconstruirea bisericii. Actualul lăcaș de cult a fost construit între 1783-1789, ctitori fiind Ferenc Szutsaki  din Pădureni și soția, Klara Kabos din Mănăstireni. Pentru că domnul Szutsaki a decedat, lucrările la biserică au fost continuate de soție, doamna Klara Kabos, după voia soțului. La construcția noii biserici a participat și arhitectul Anton Türk, care a realizat și Biserica unitariană din Cluj.

## Trăsături
Masa Domnului: a fost construită în 1868. A fost restaurată în anul 2018 de meșterul Mihály Ferencz din Sovata.
Orga: A fost construită în anul 1847 de renumitul constructor de orgi Samuel Binder din Sighișoara. Are 8 registre, iar claviatura are 49 de clape.
Amvonul: realizat din granit gri, de către maestrul David Sipos în anul 1761. Are următoarea inscripție: „Acest amvon a fost făcut de Ferenc Szutsáki din Pădureni, pentru slava lui Dumnezeu, împreună cu dragul său partener de viață, Klára Kabos din Mănăstireni, 1761 De. 6 august.”
Ceasul din turn: A fost fabricat în anul 1820, la Budapesta, și a fost plătit de familia Rethy.
Clopotele: În turnul bisericii sunt două clopote; cel mai vechi este clopotul mic, datat din 1733, cu inscripția: „IN TE DOMINE SPERAVI - 1733”

## Vezi și
- Pădureni, Mureș

## Imagini din exterior

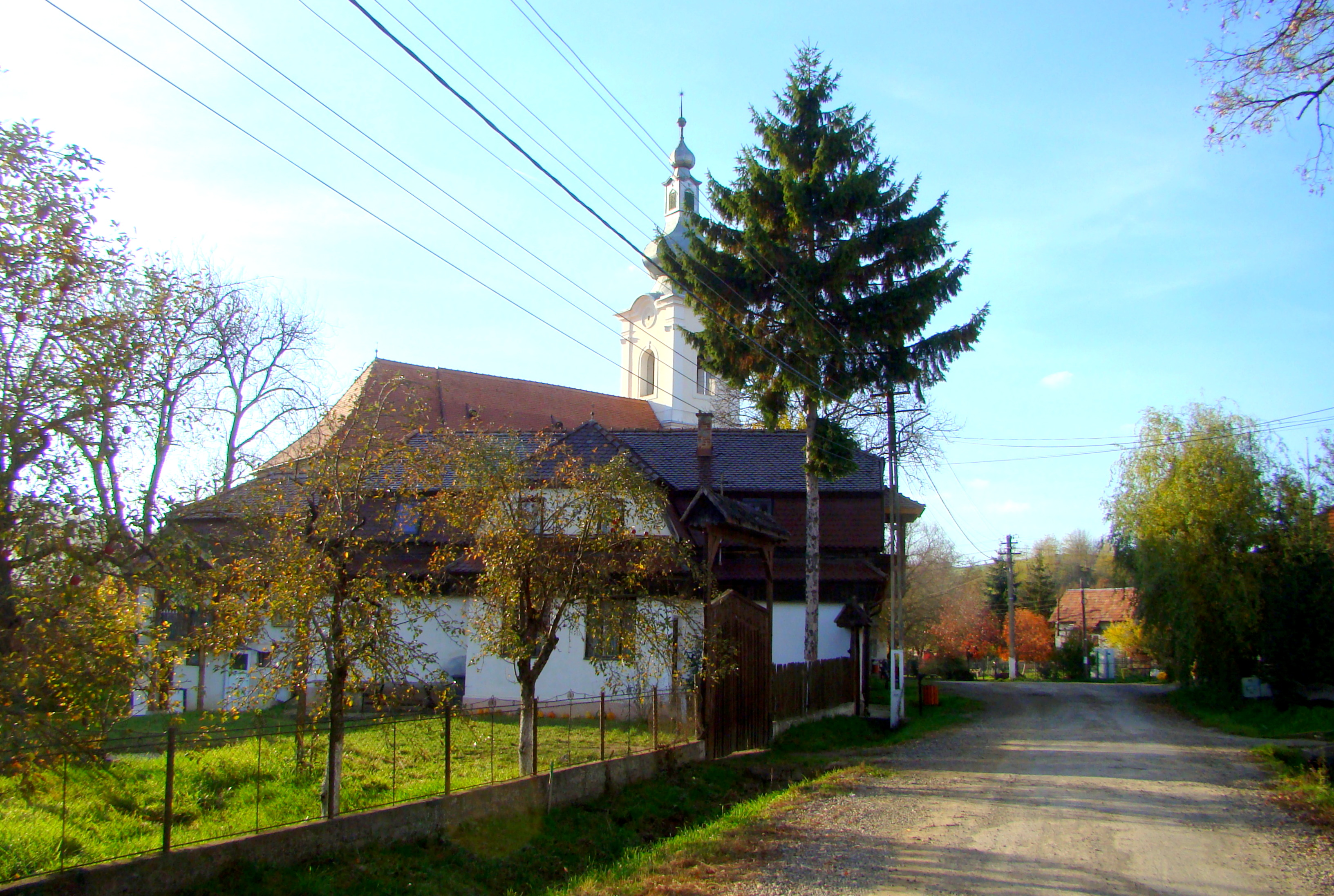
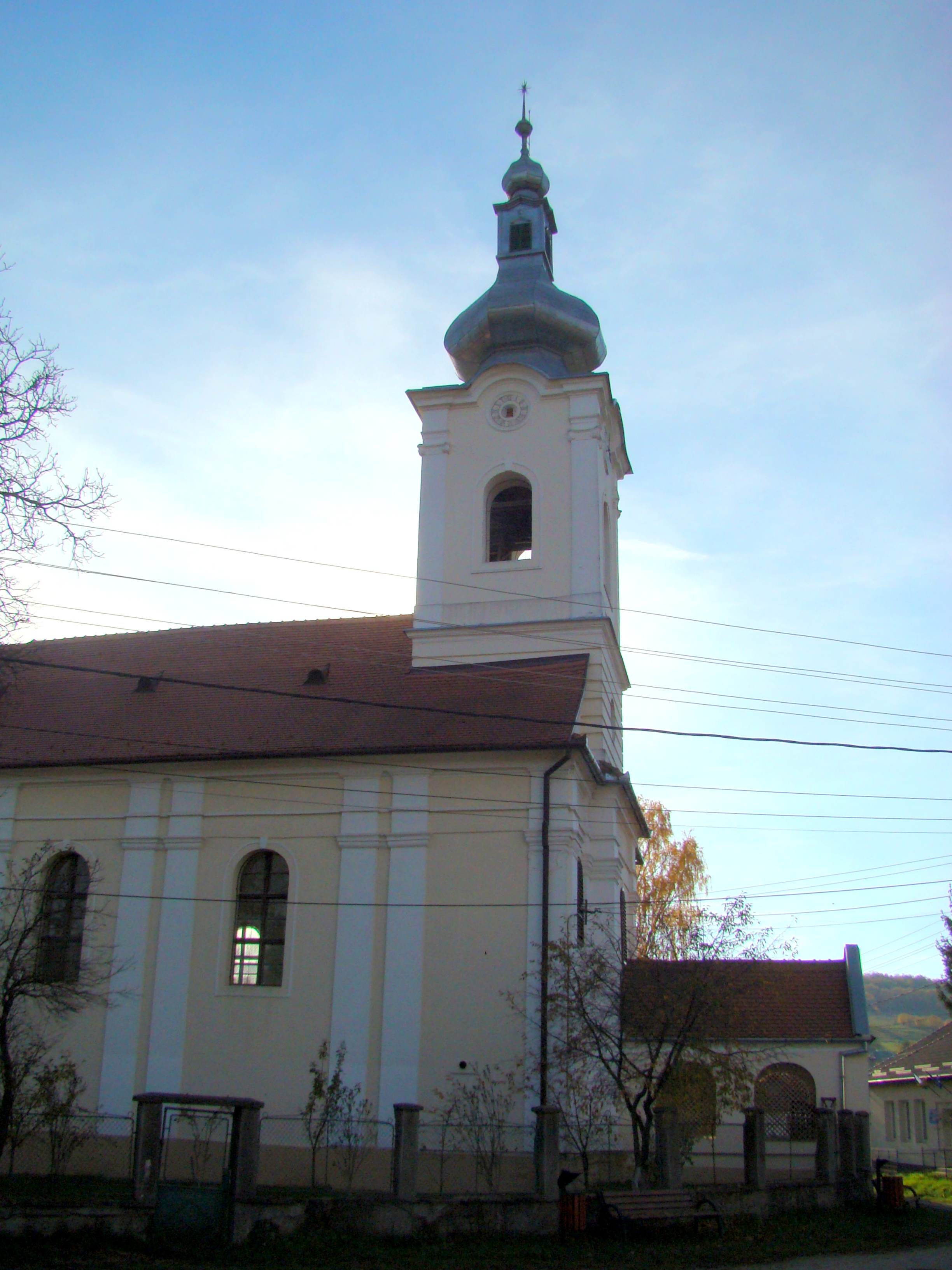
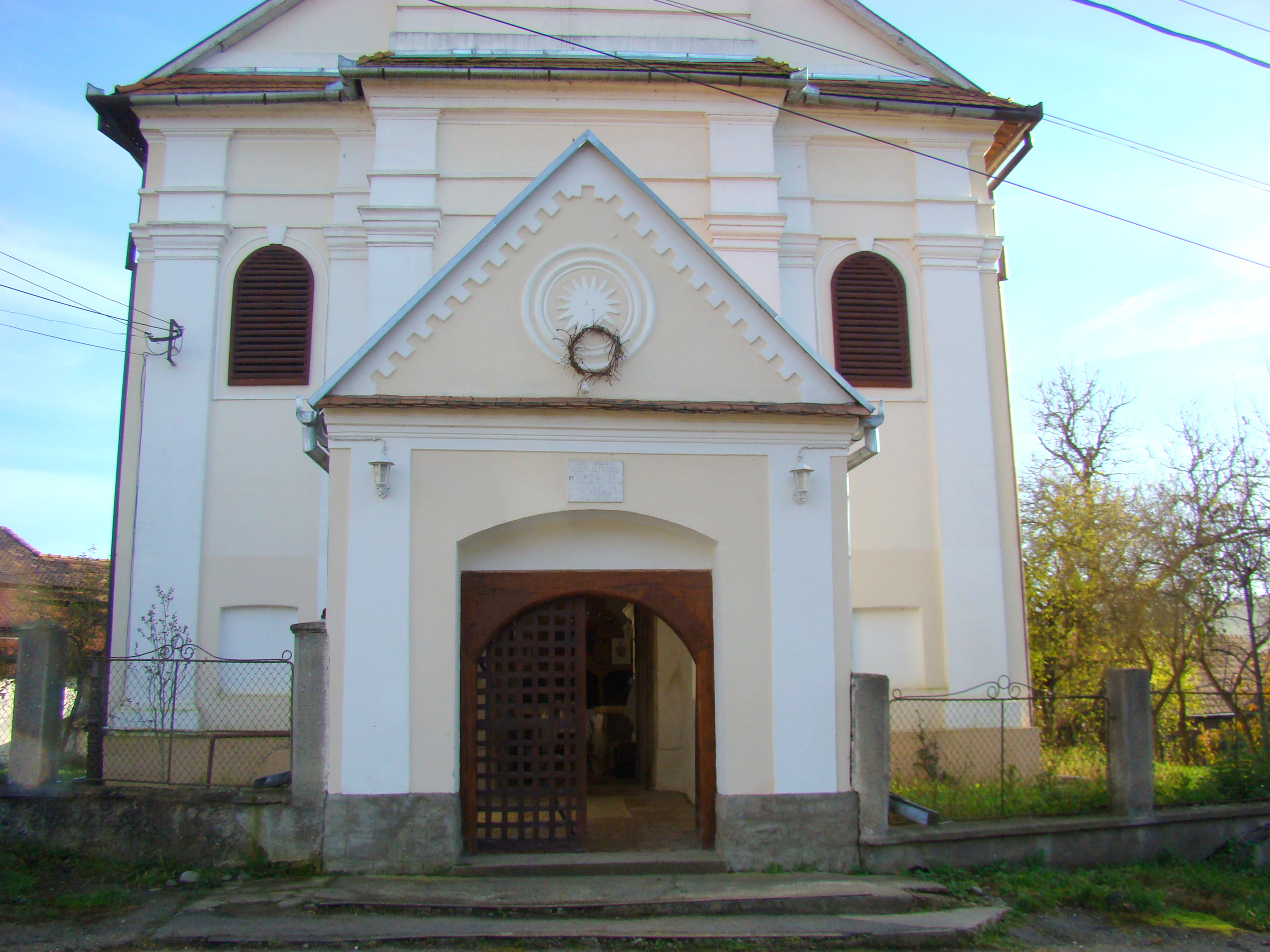
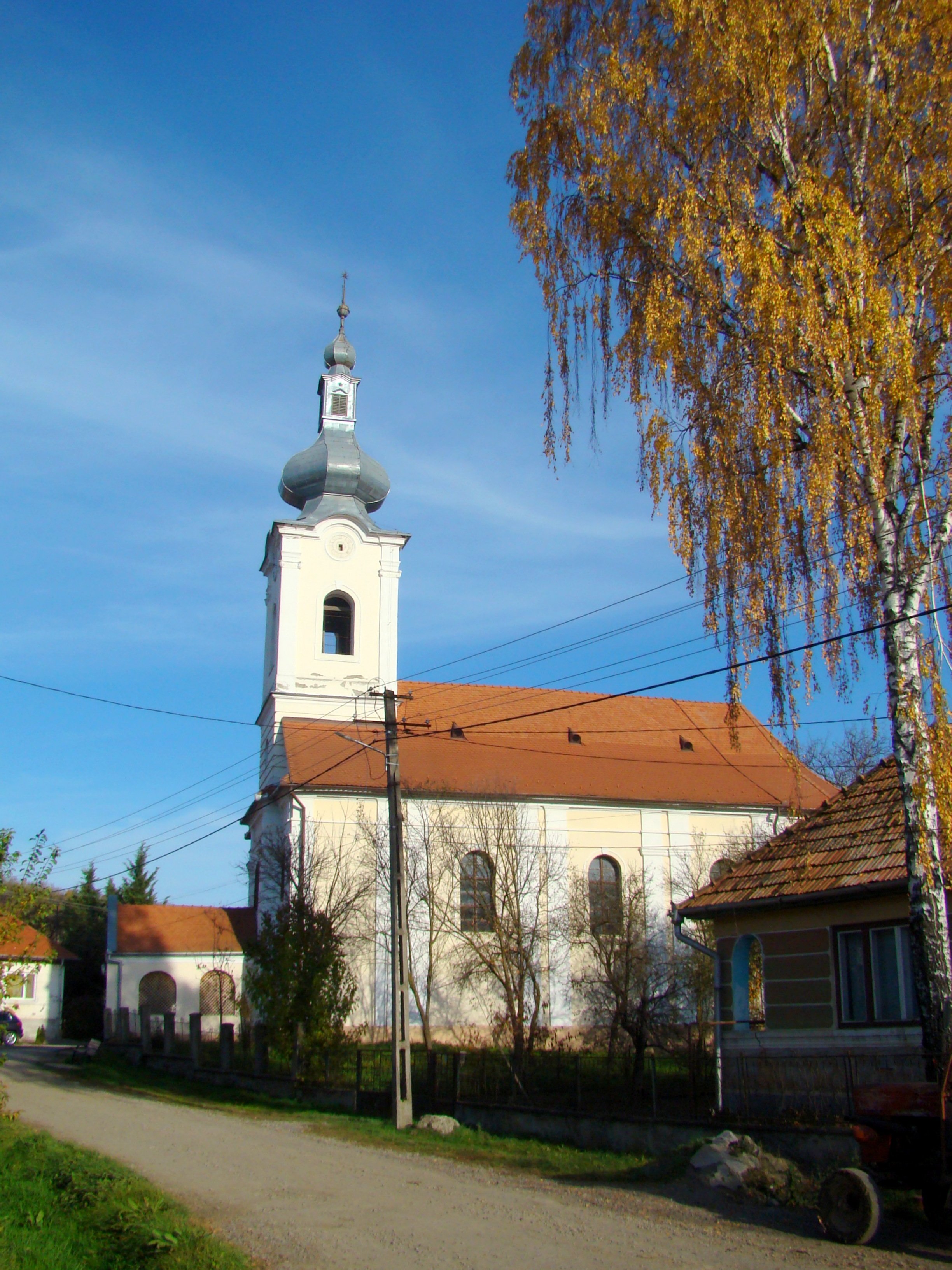
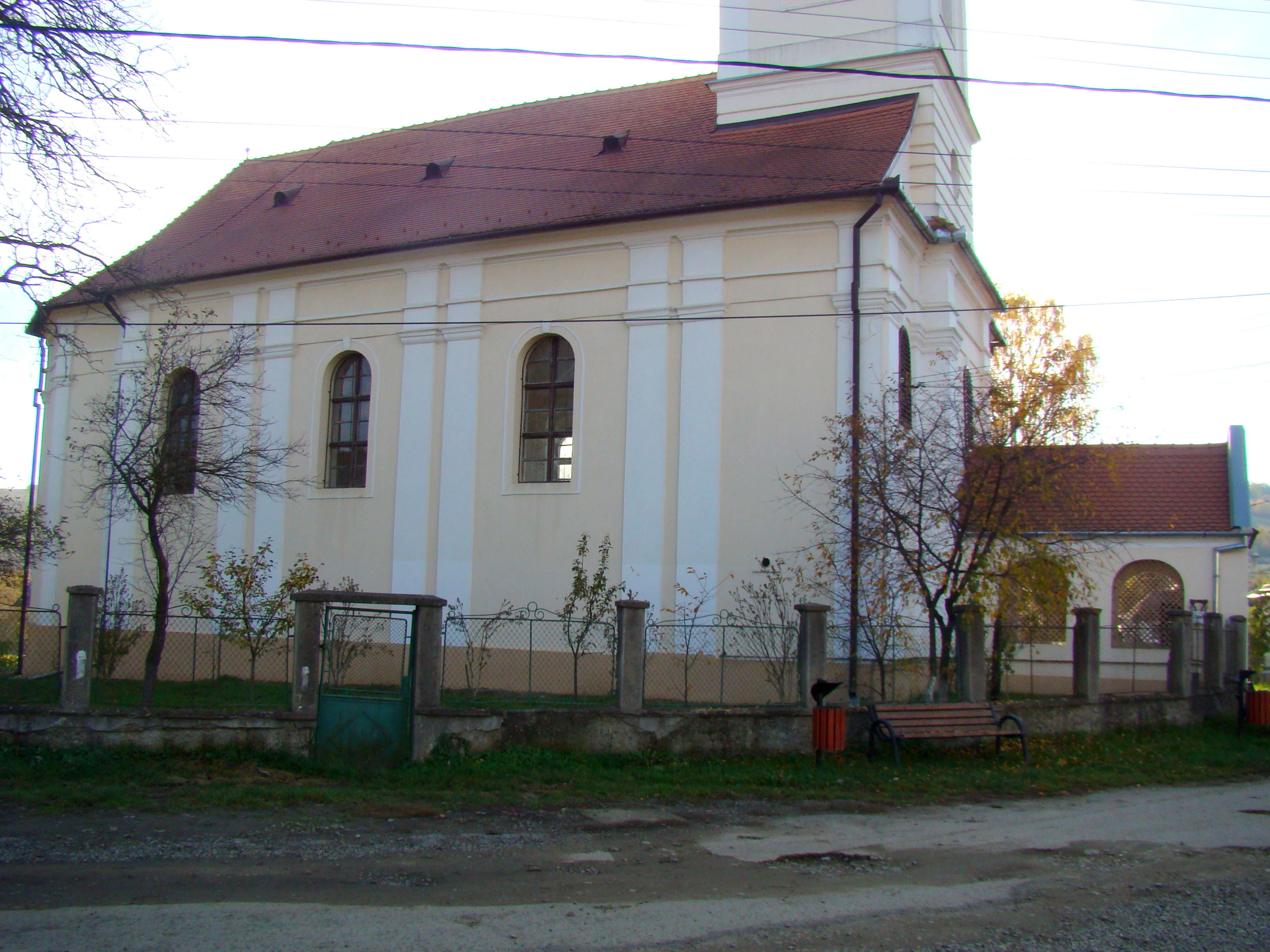
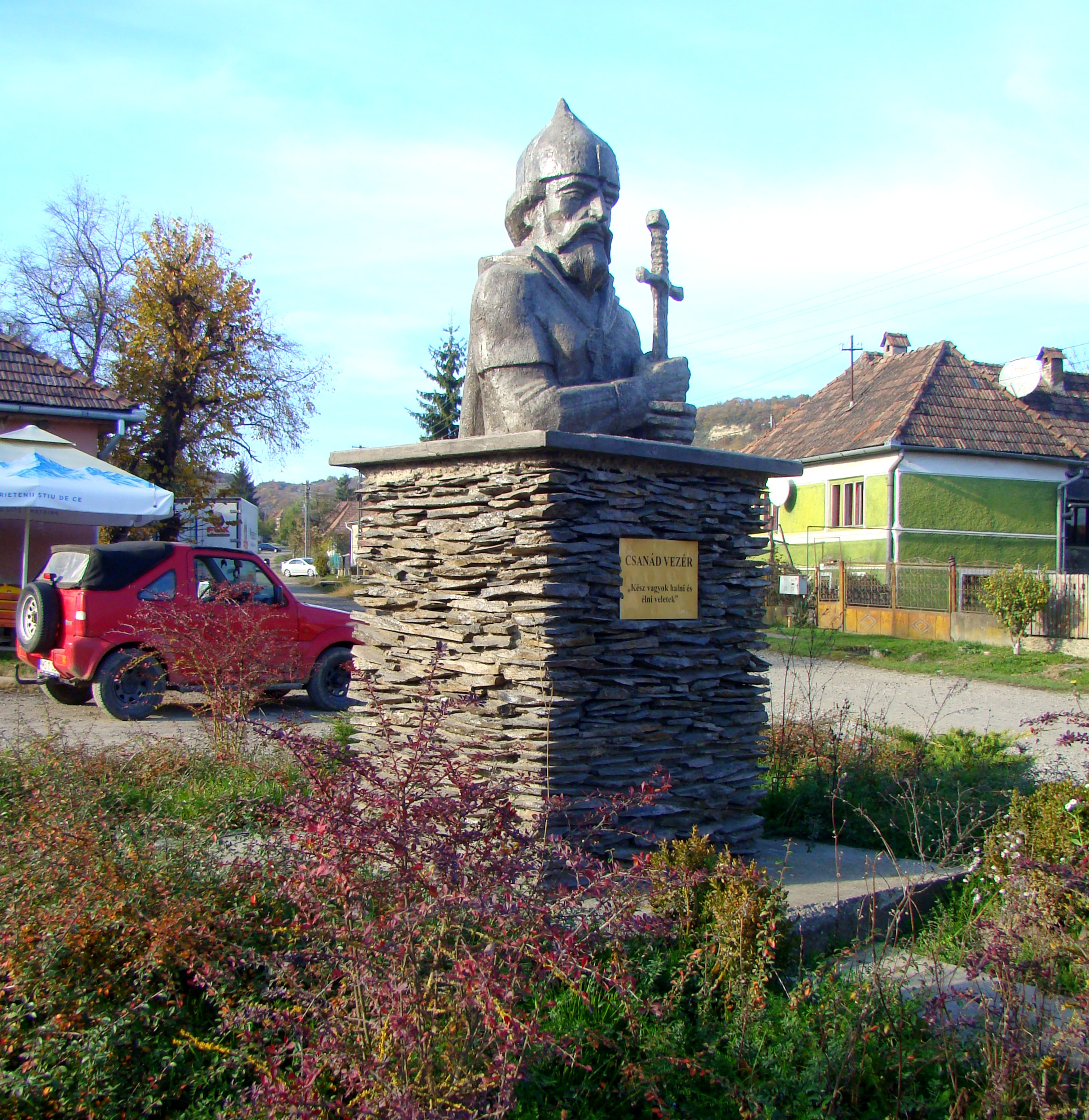
Bustul lui Csanád Vezér
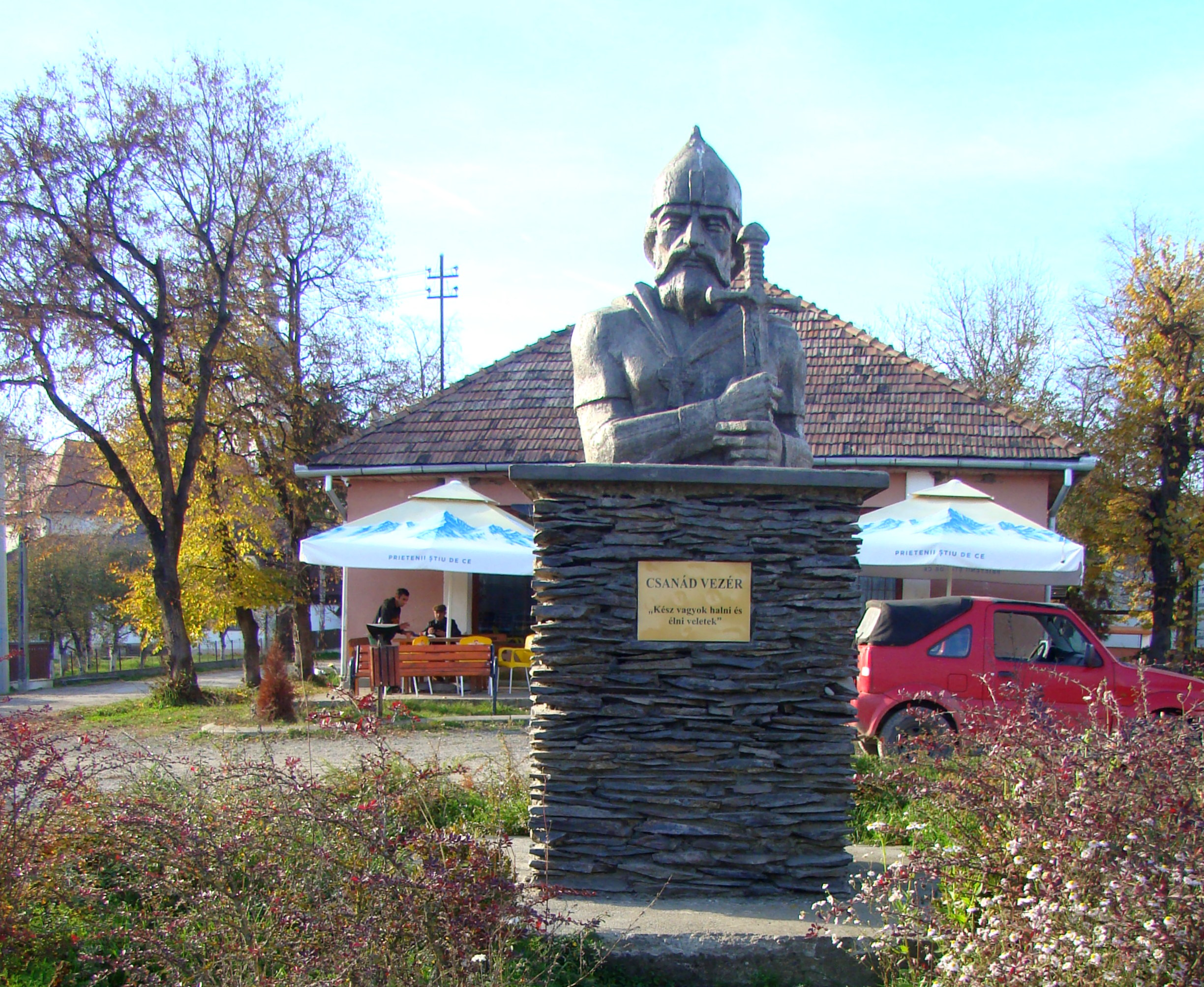
Bustul lui Csanád Vezér
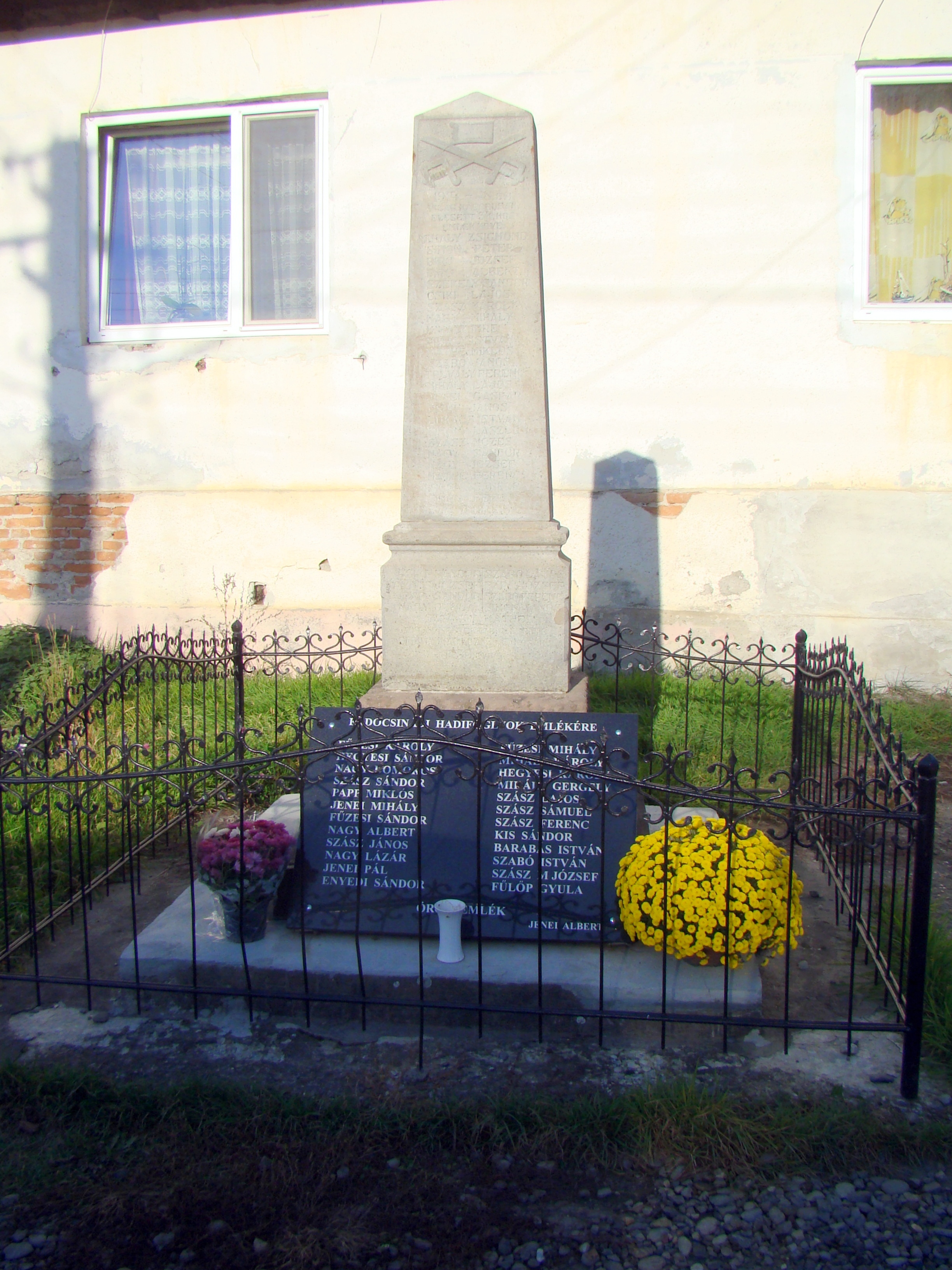
Monumentul eroilor
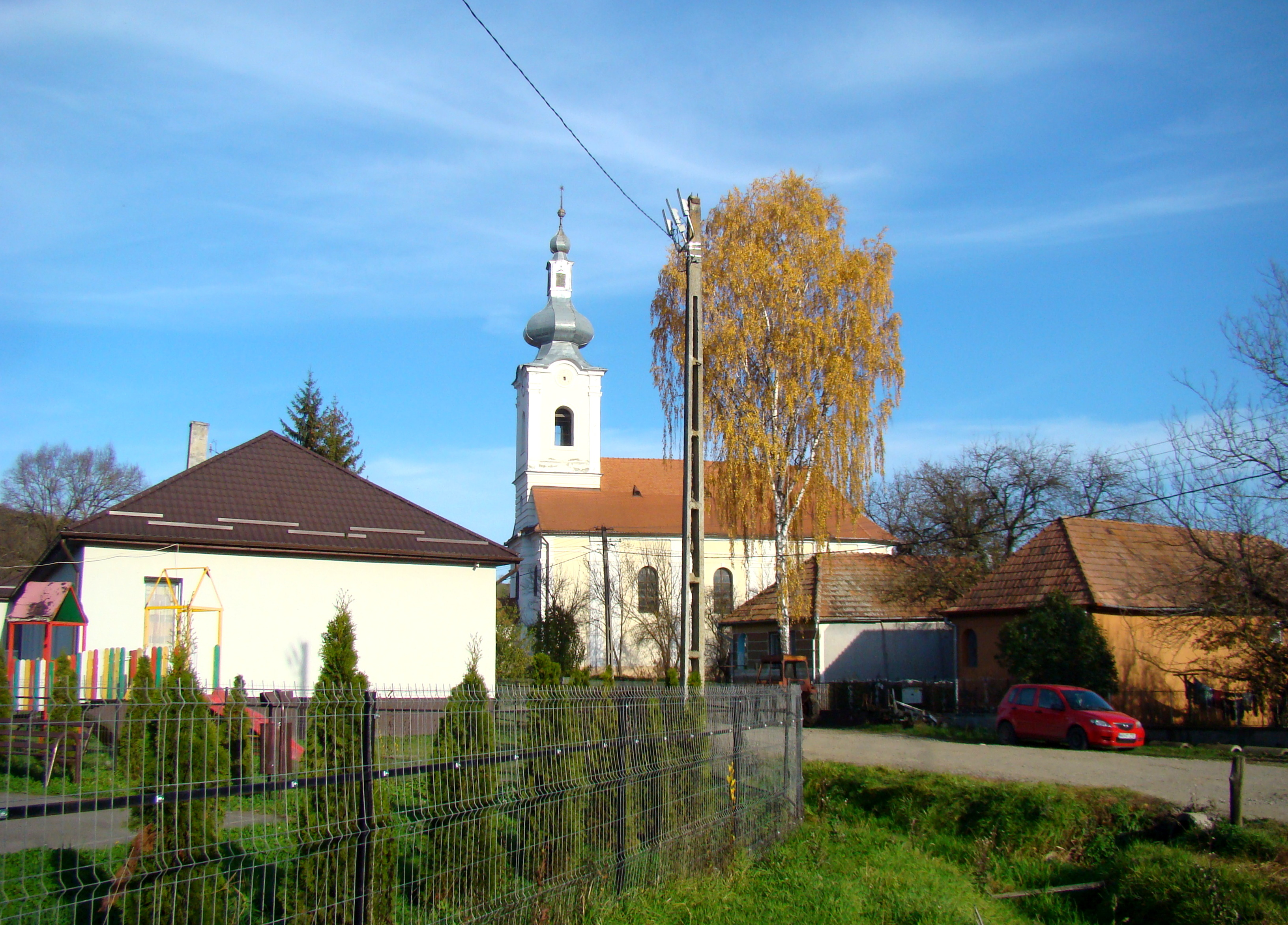

## Imagini din interior

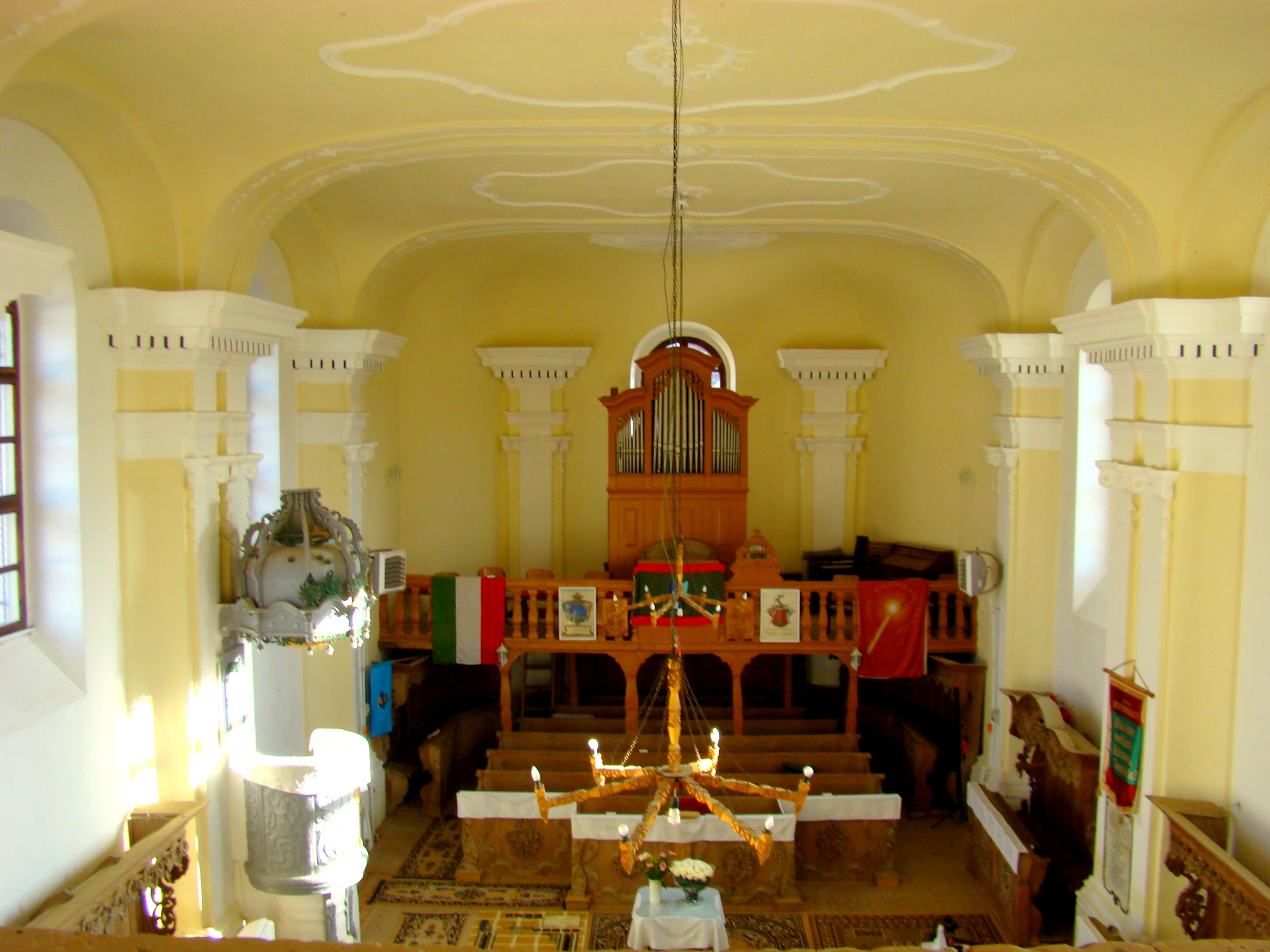
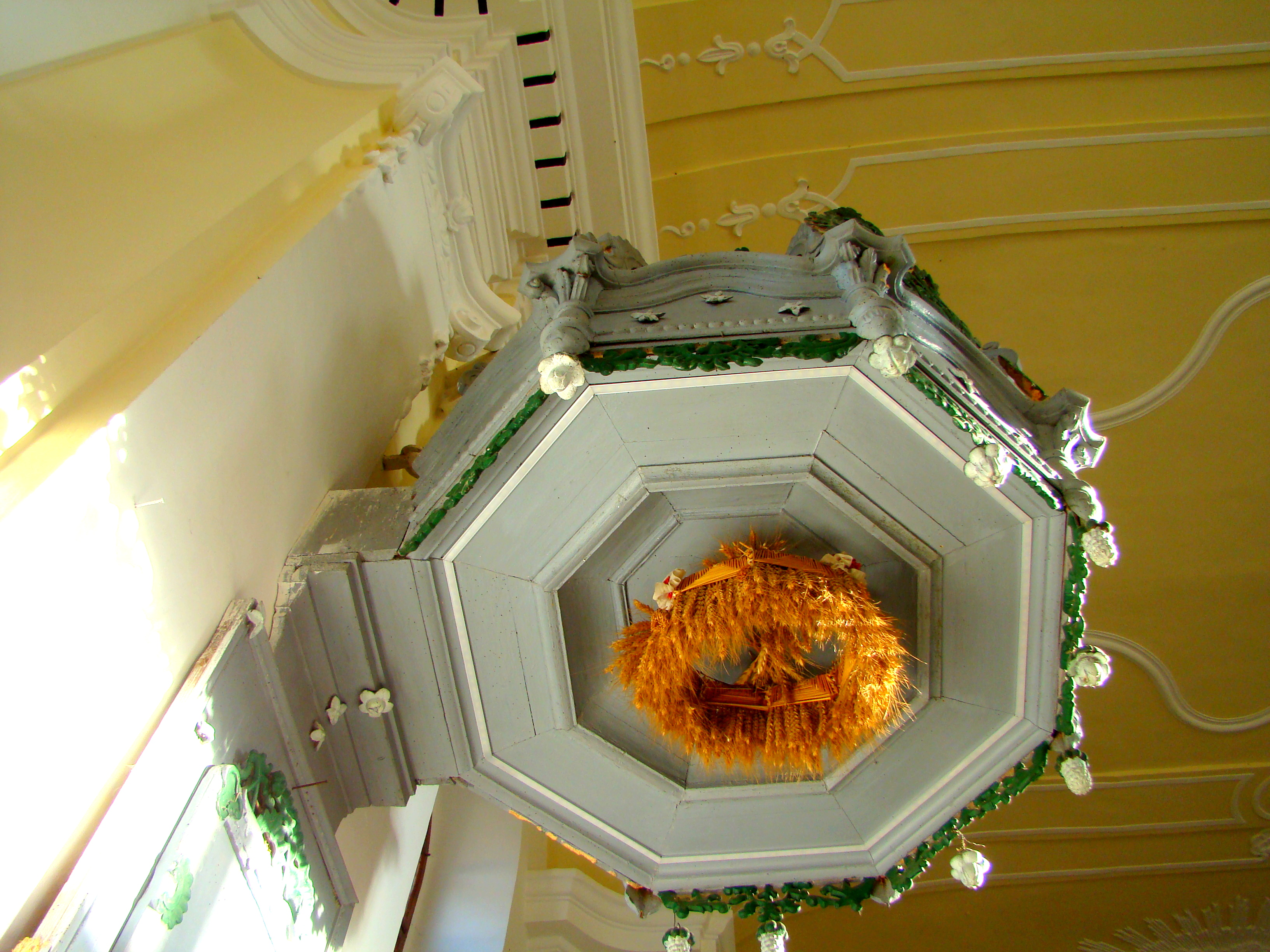
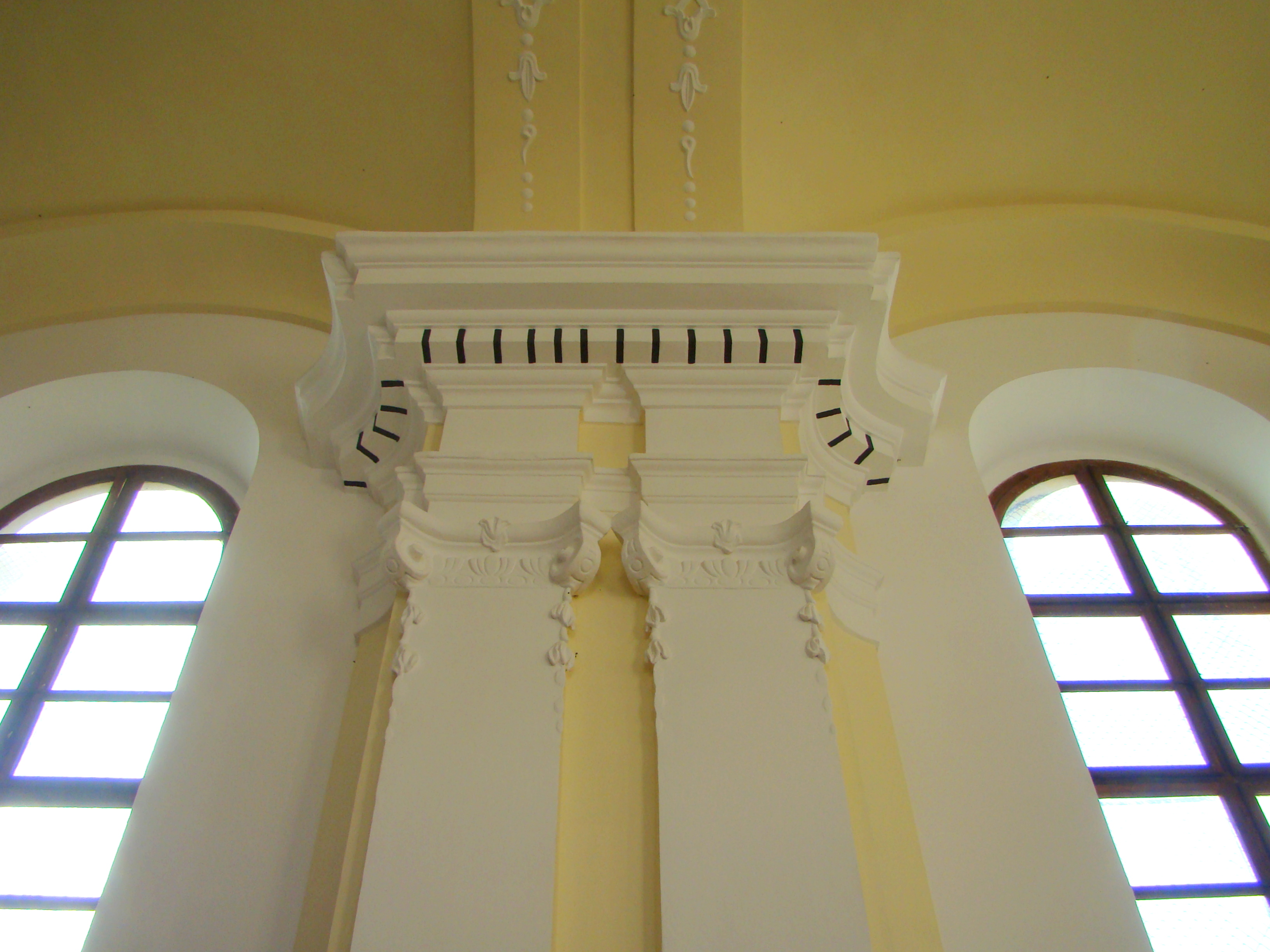
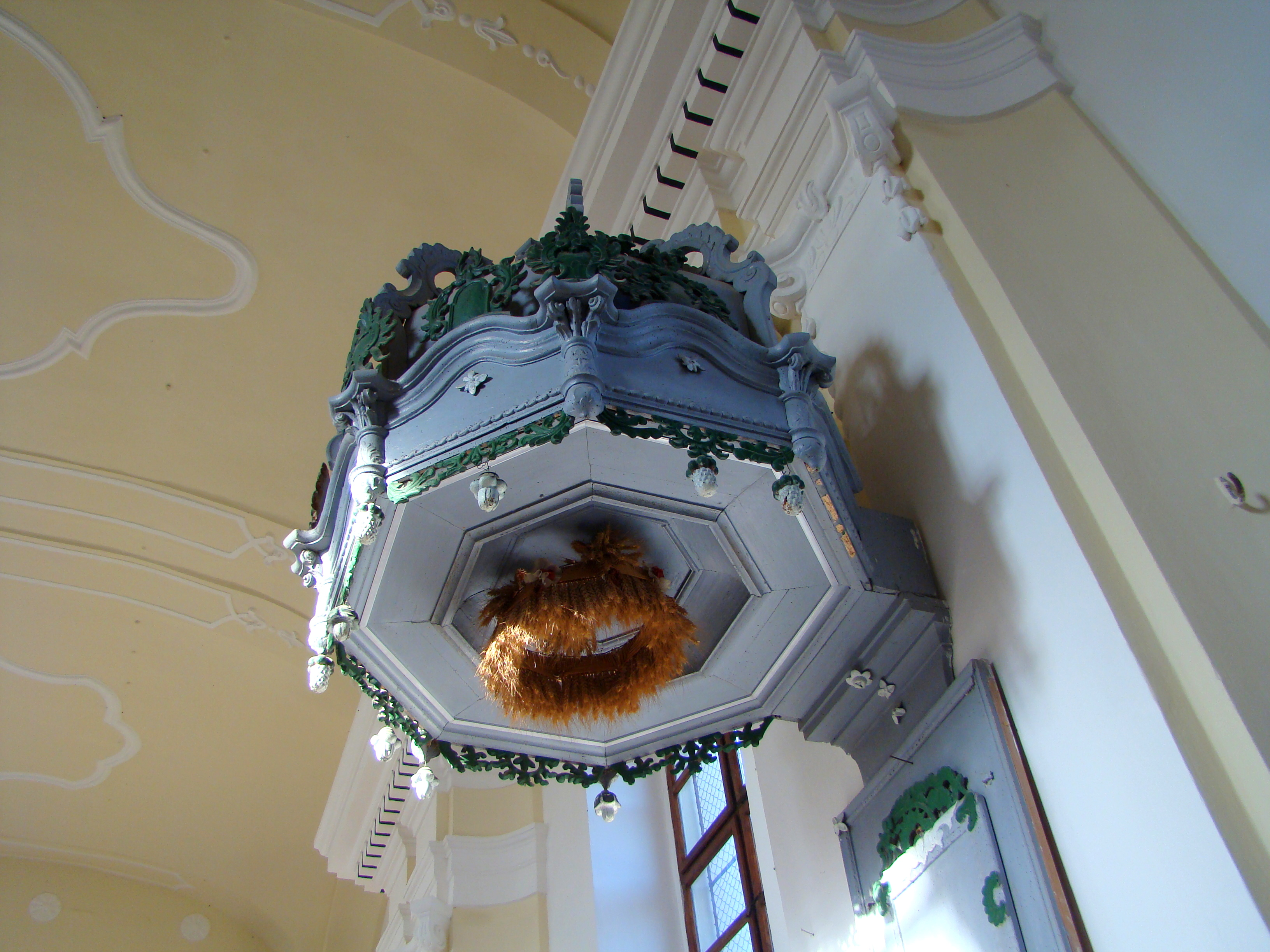
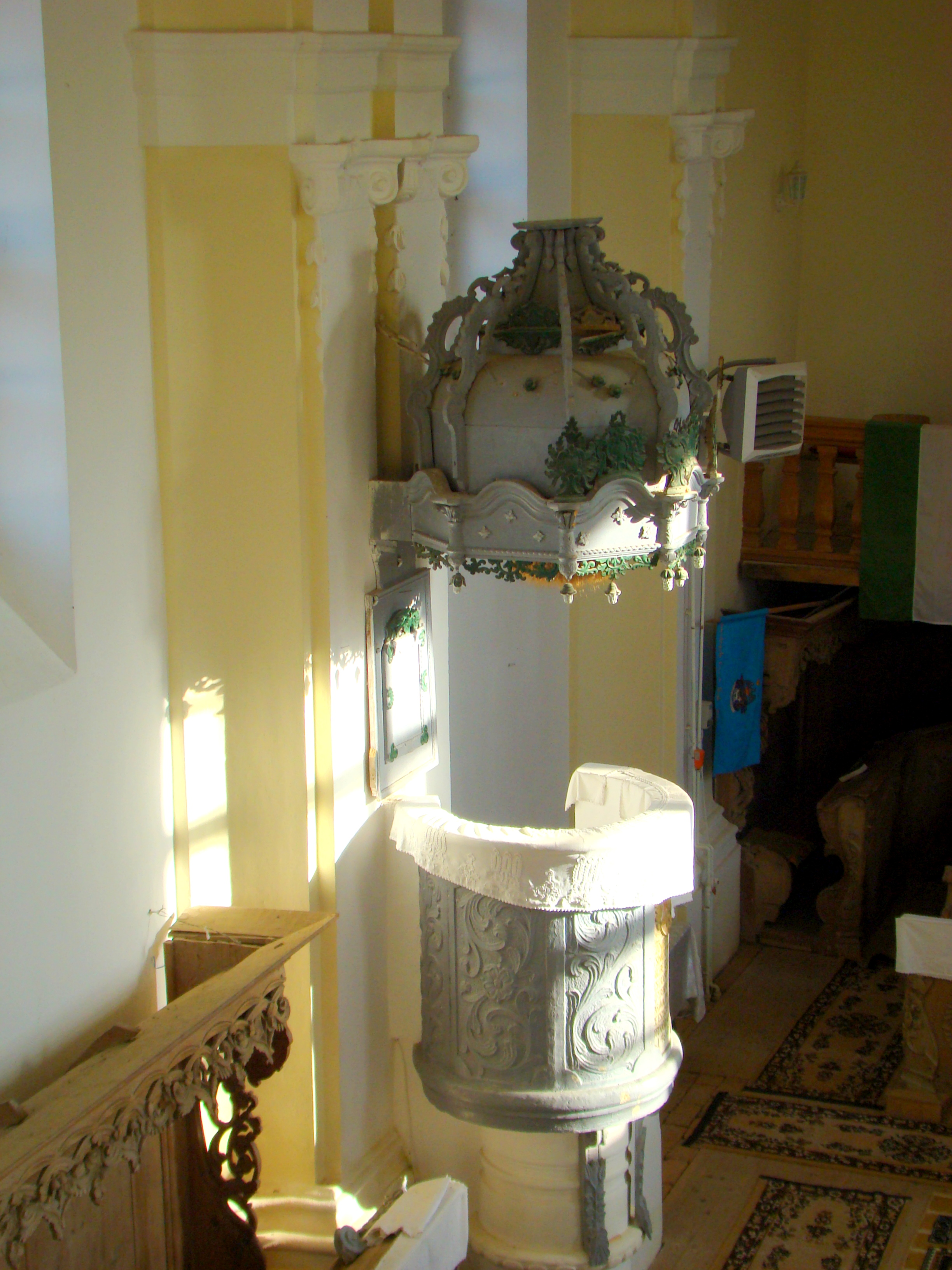
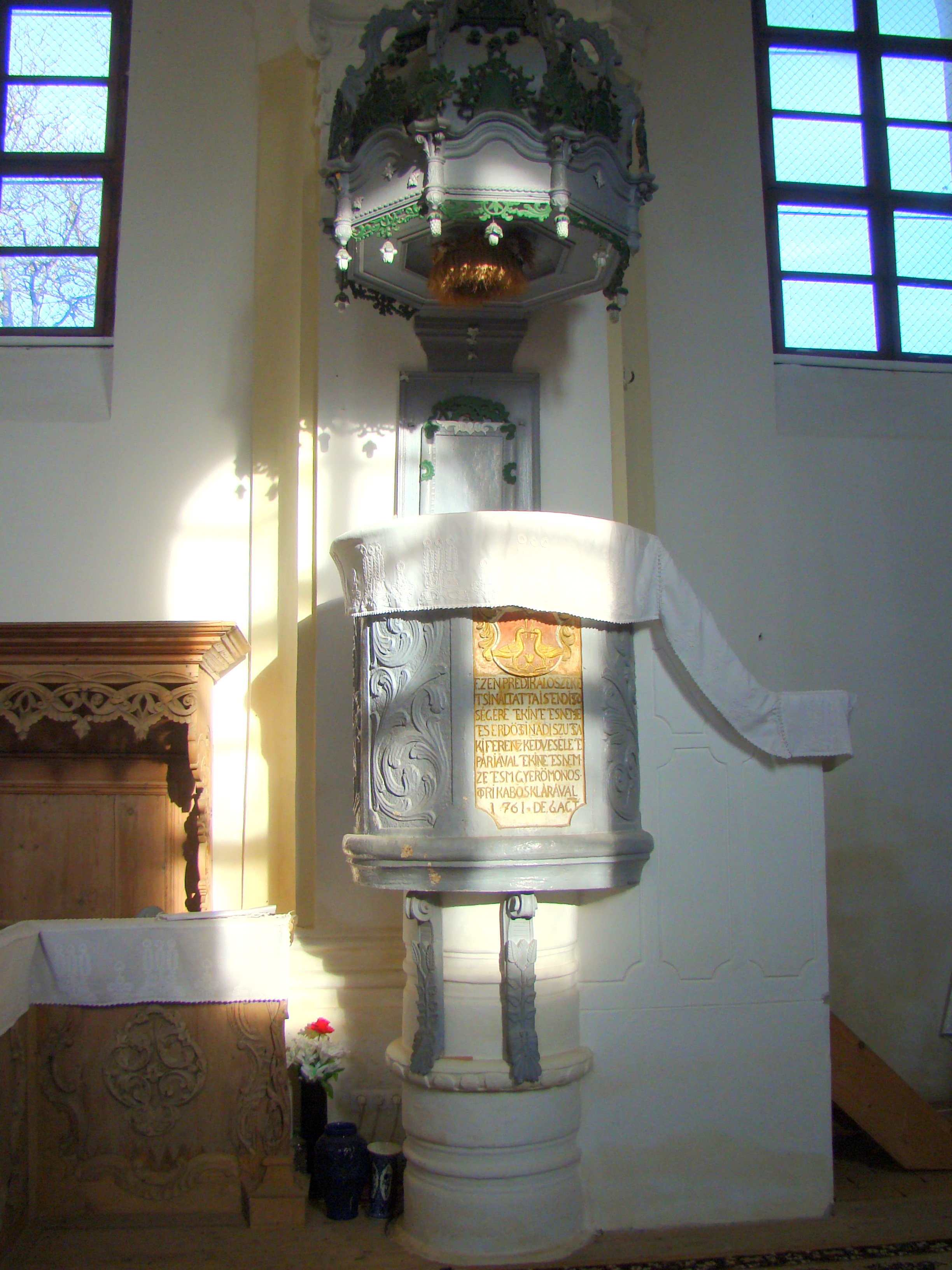
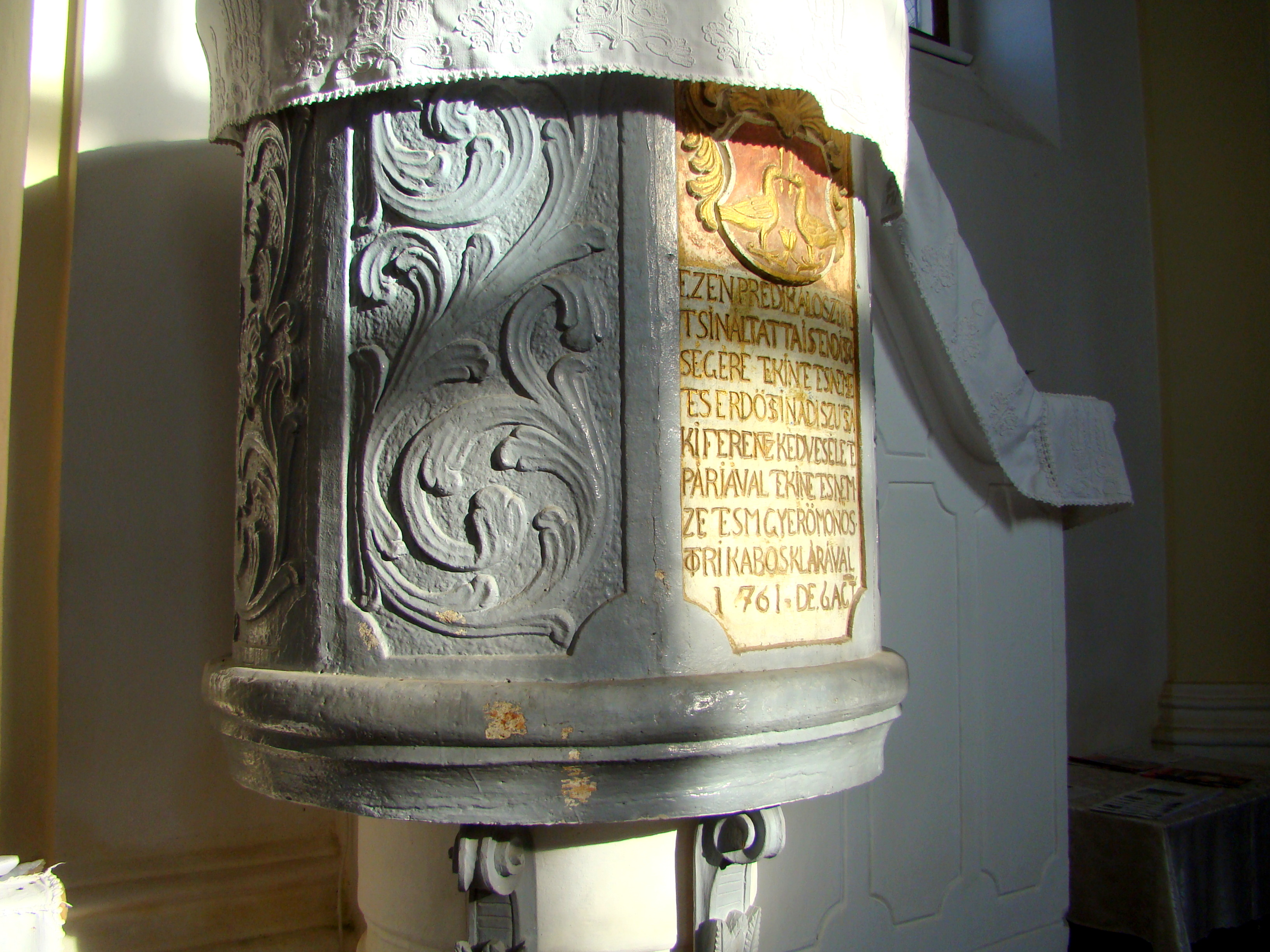
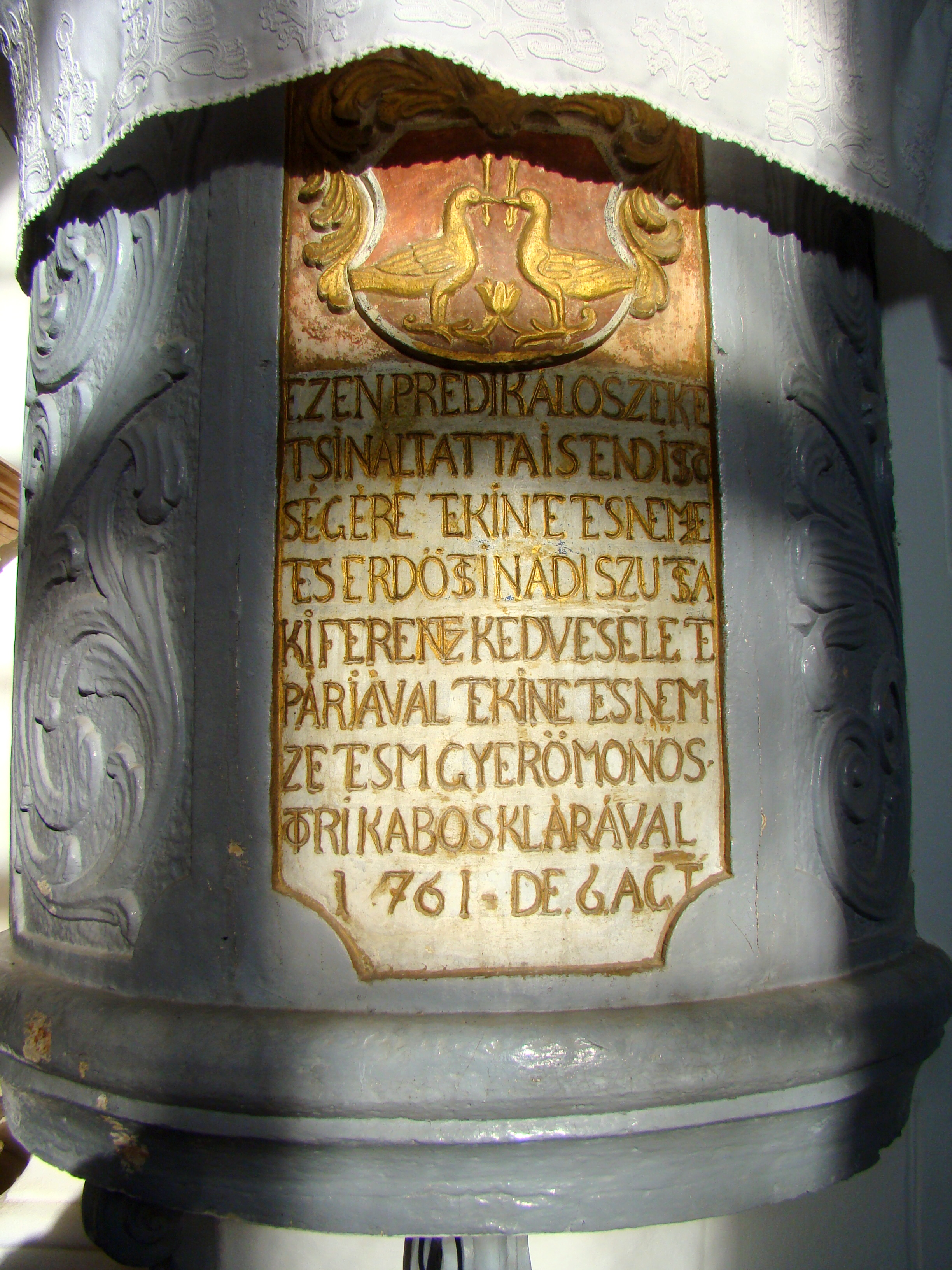
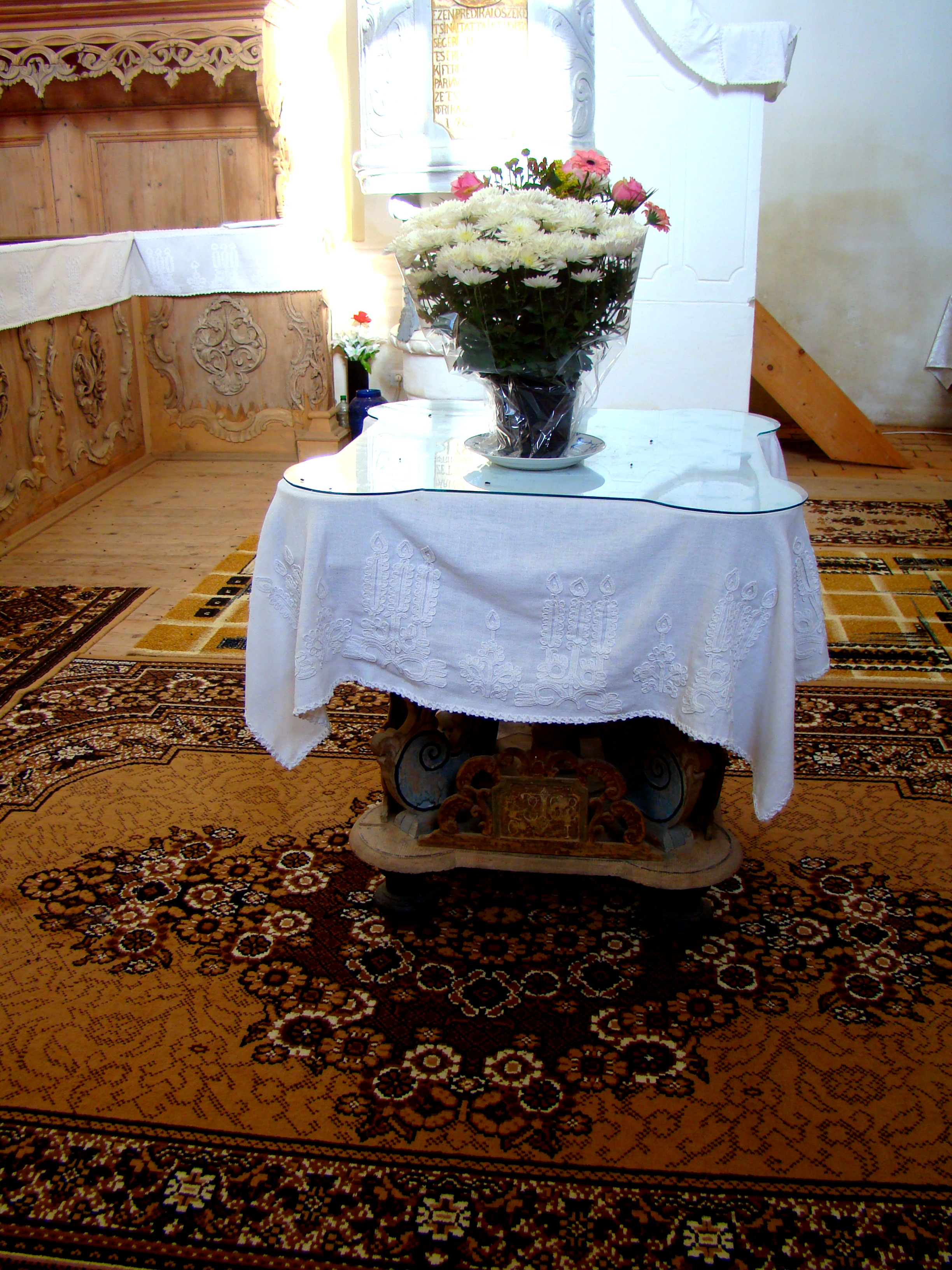
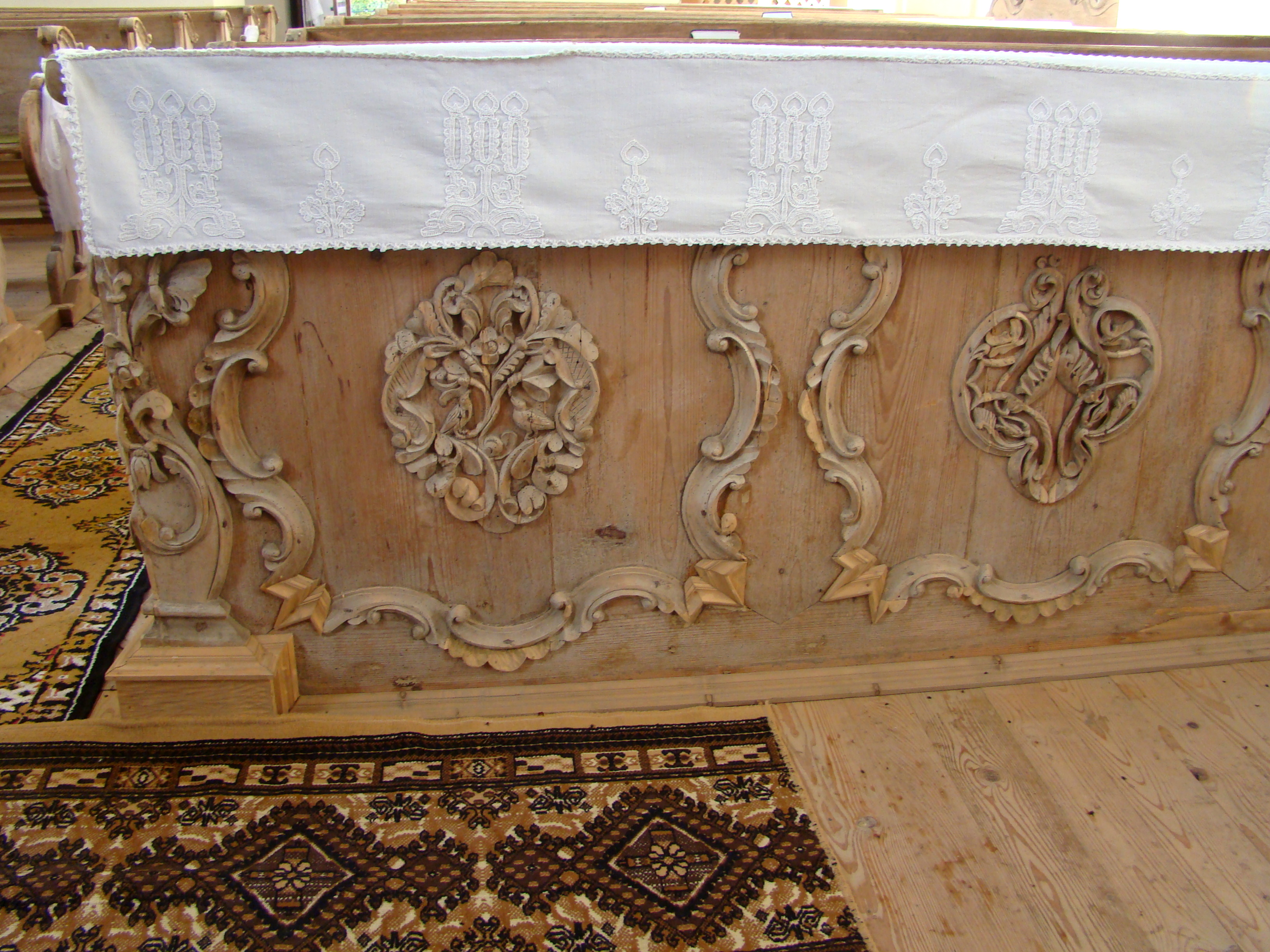
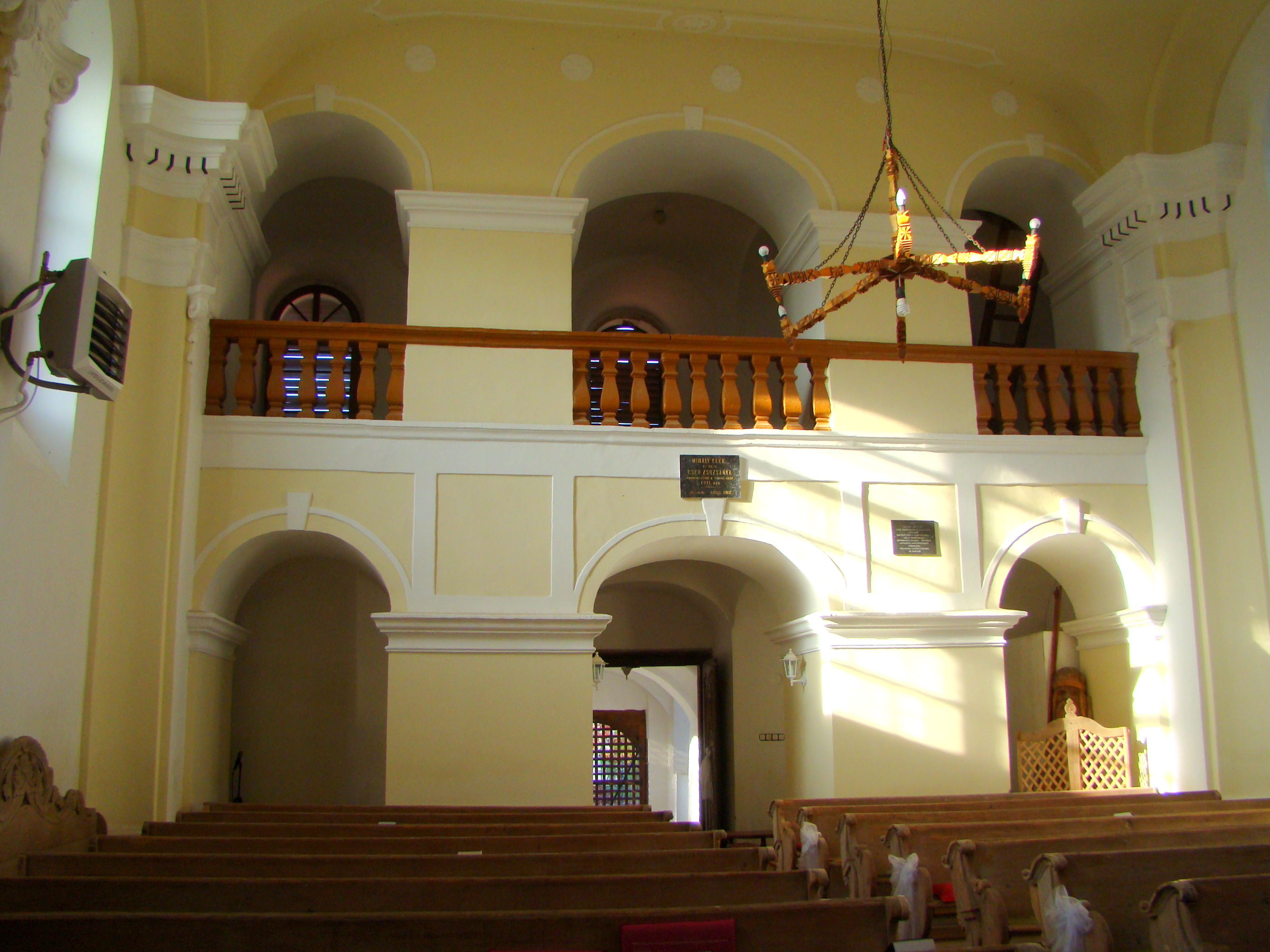
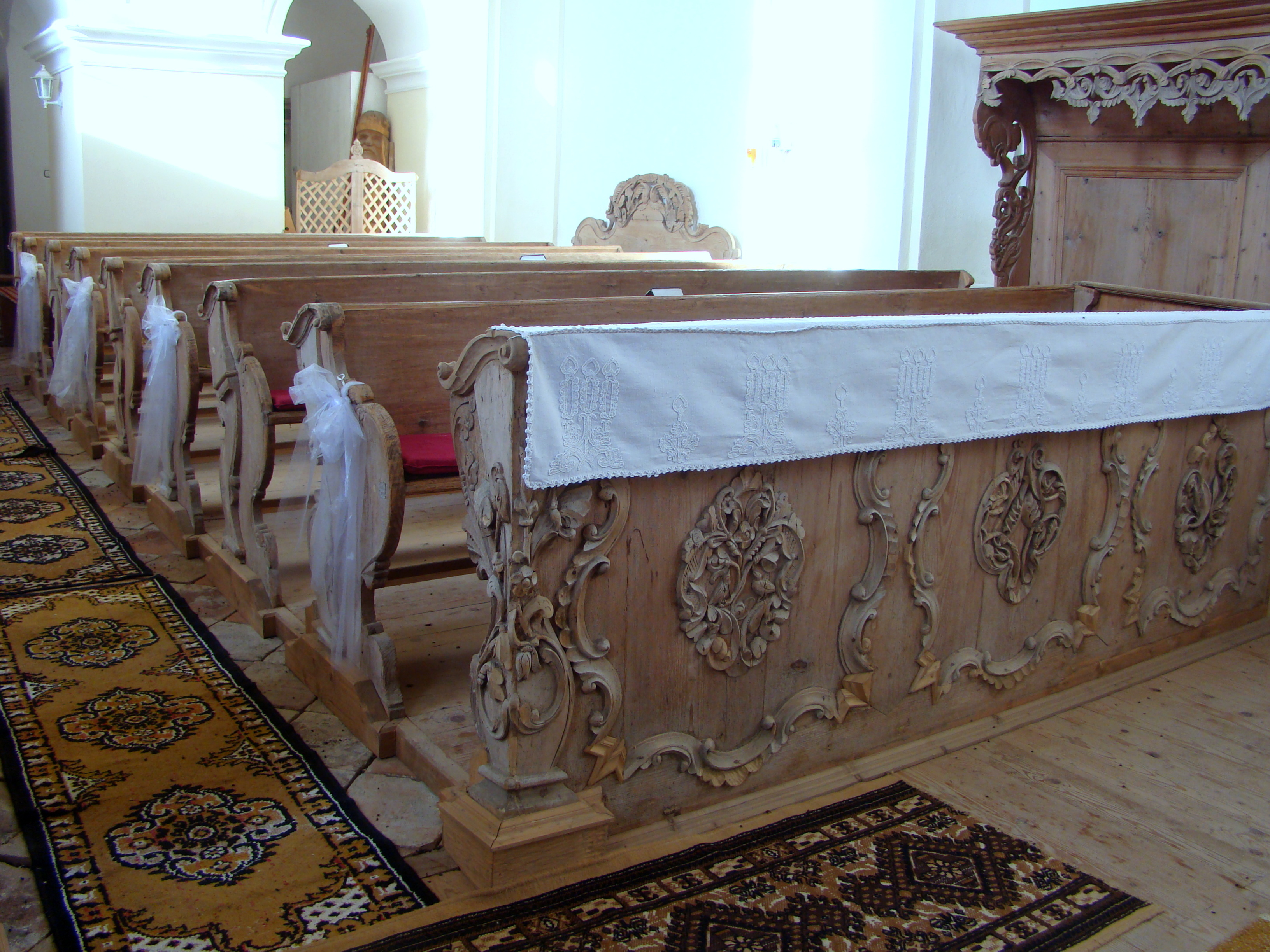
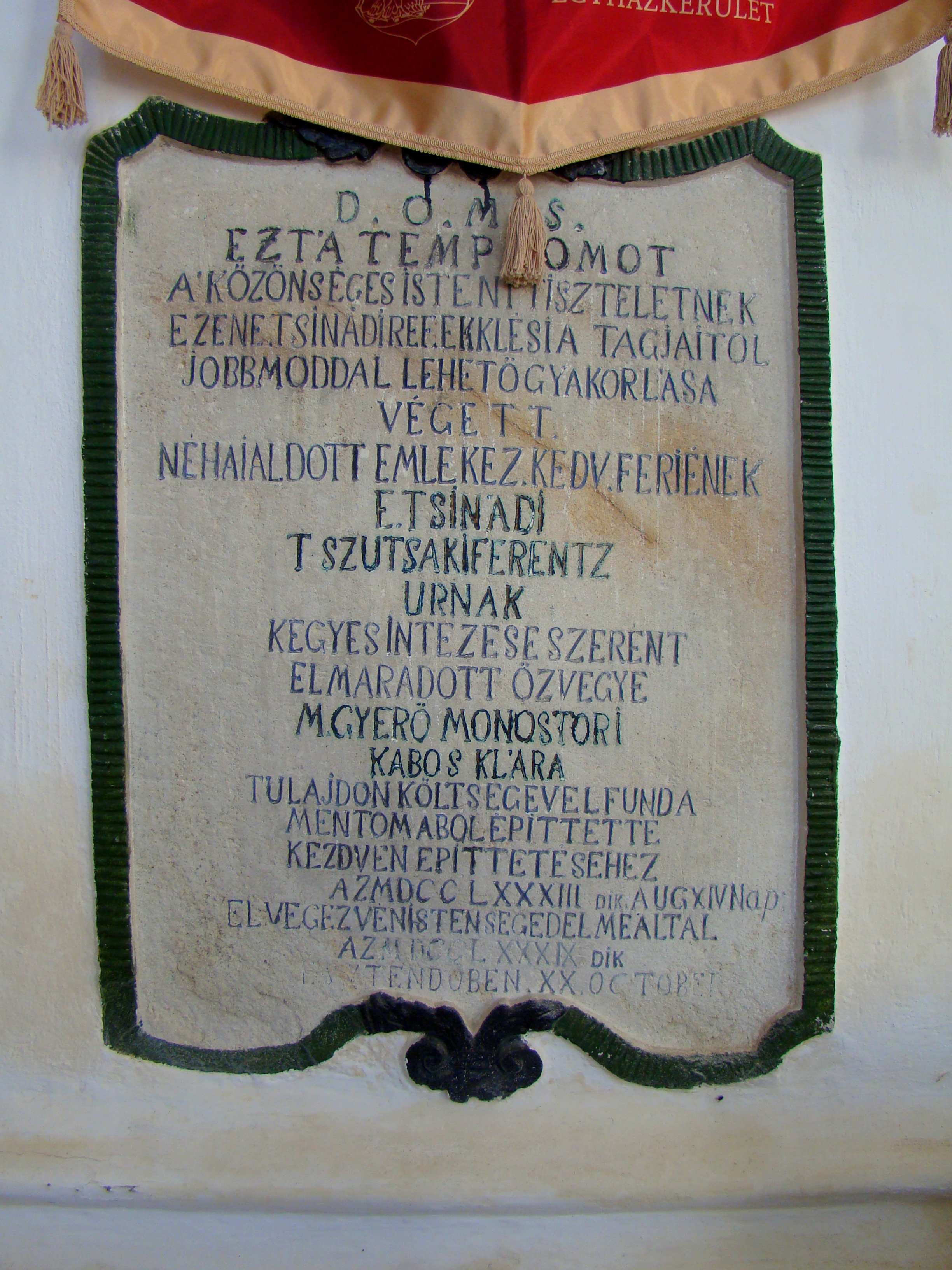
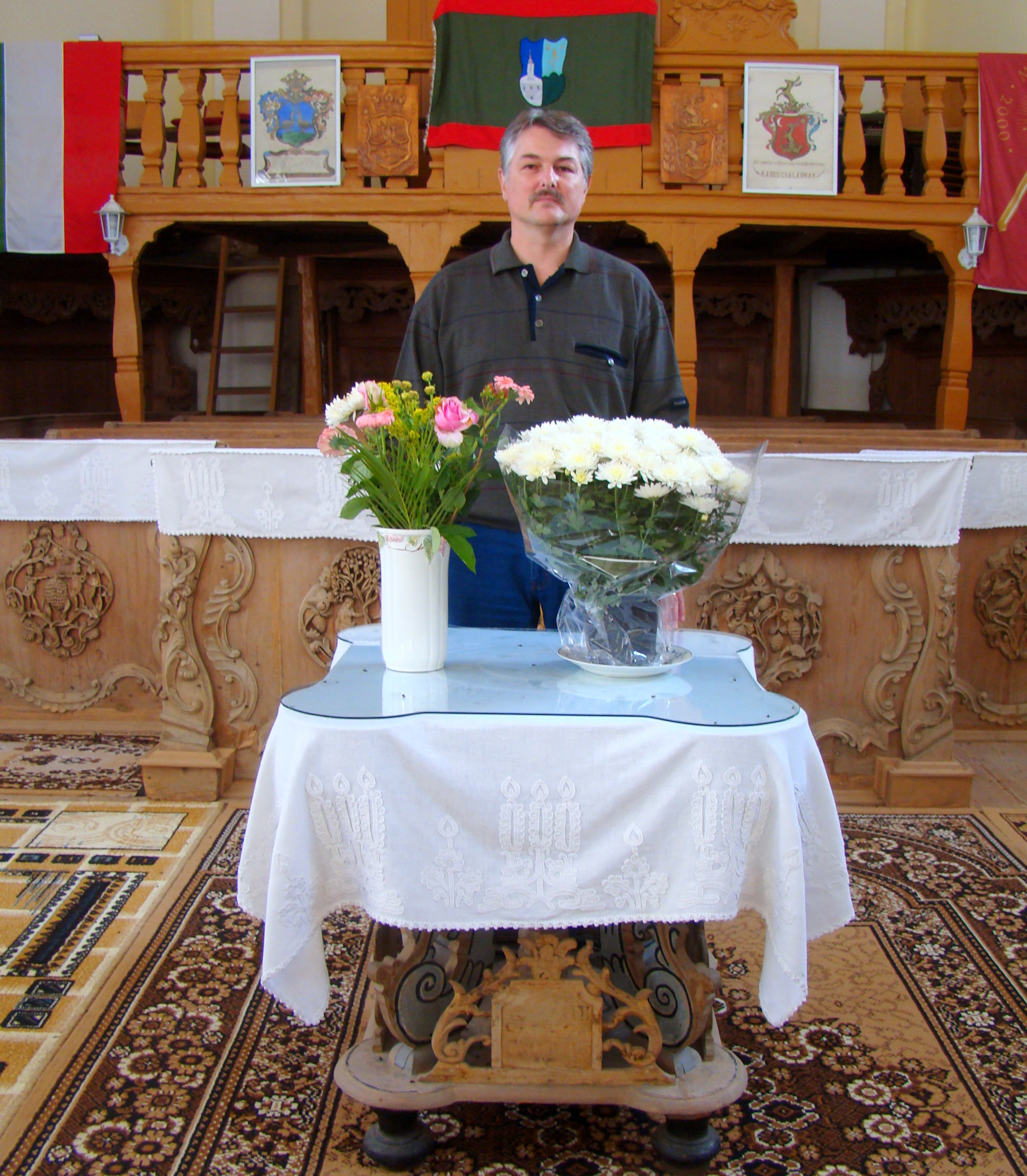
Pastorul reformat din Pădureni: Bálint Csaba
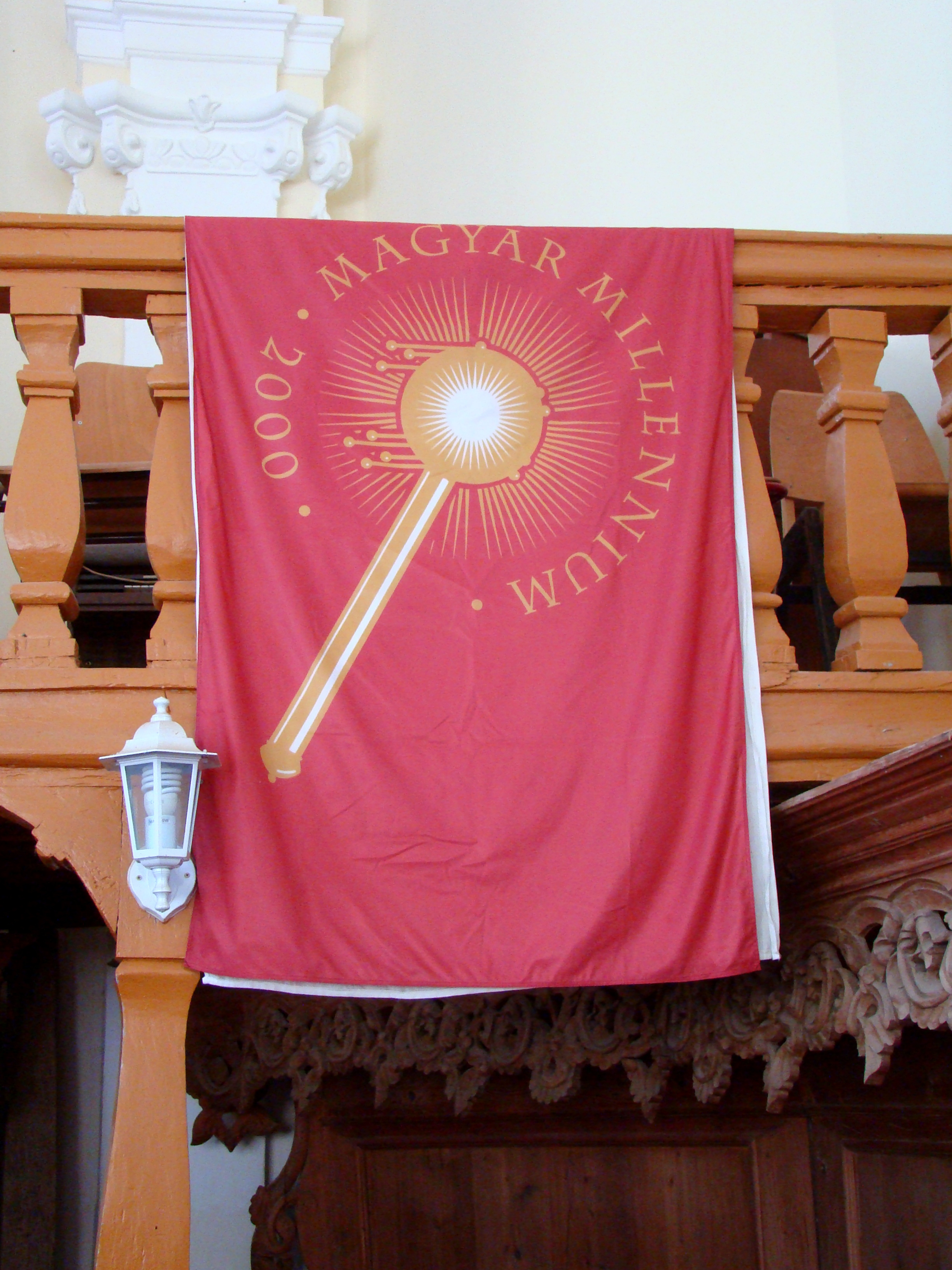
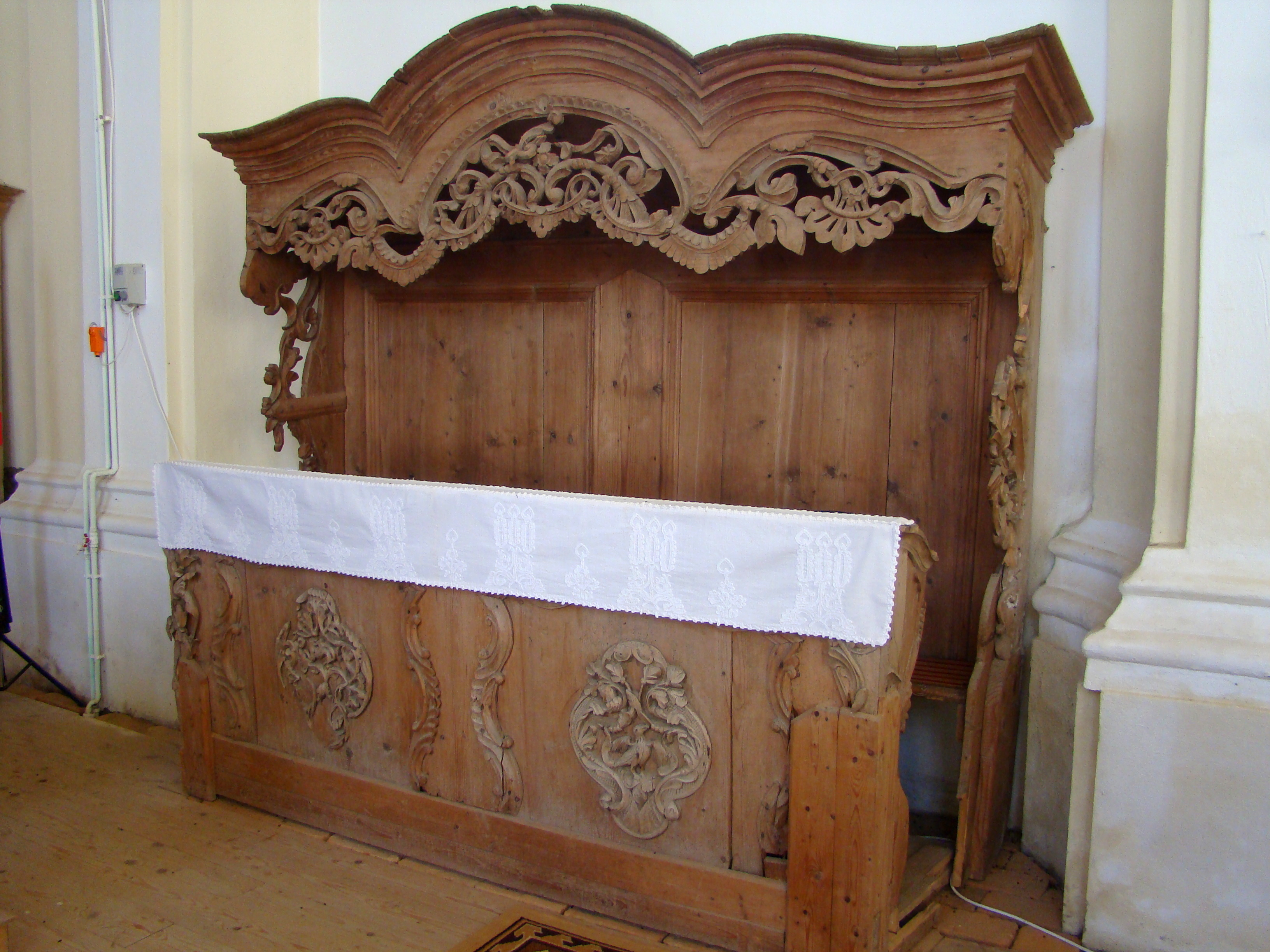
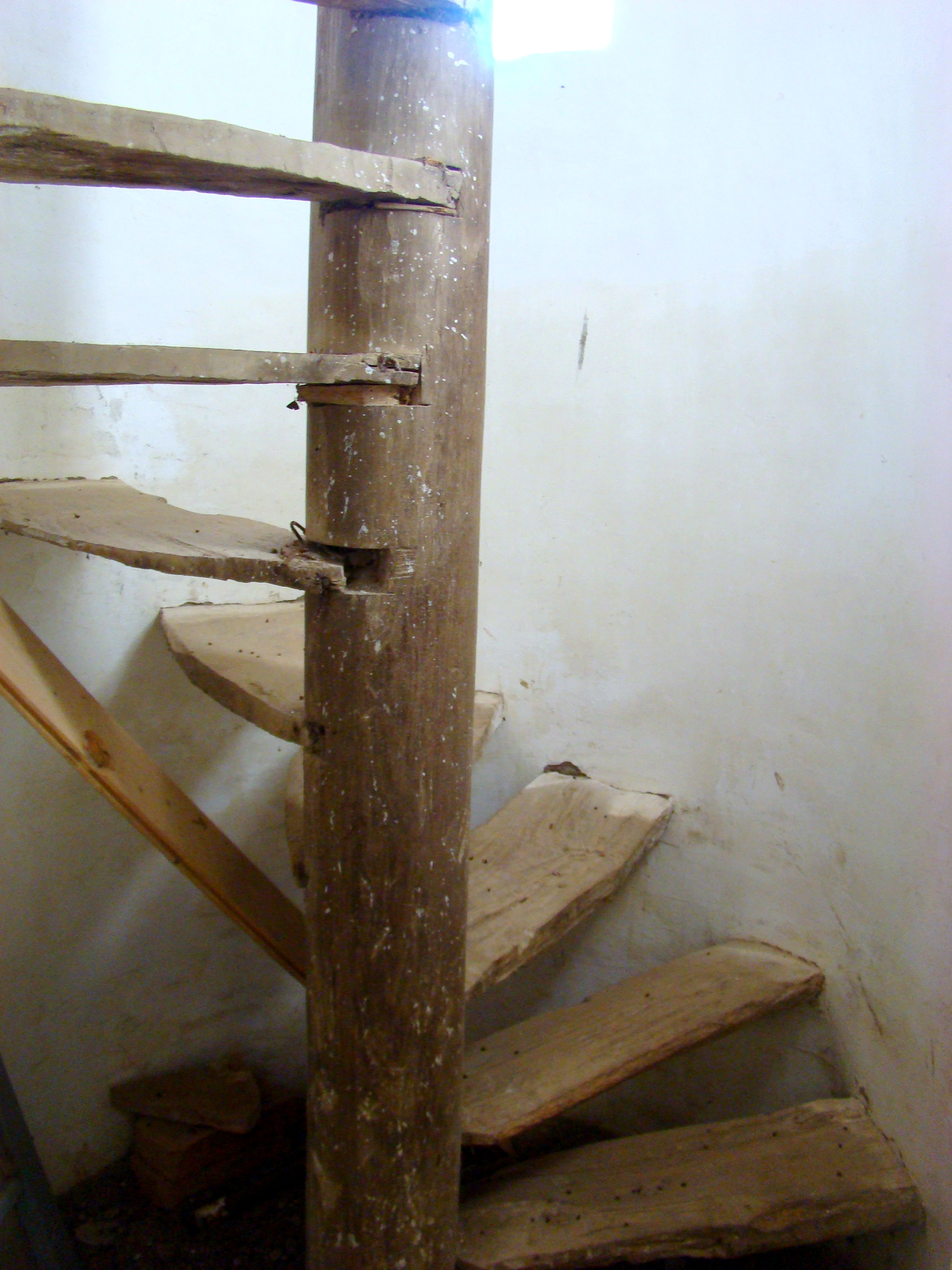
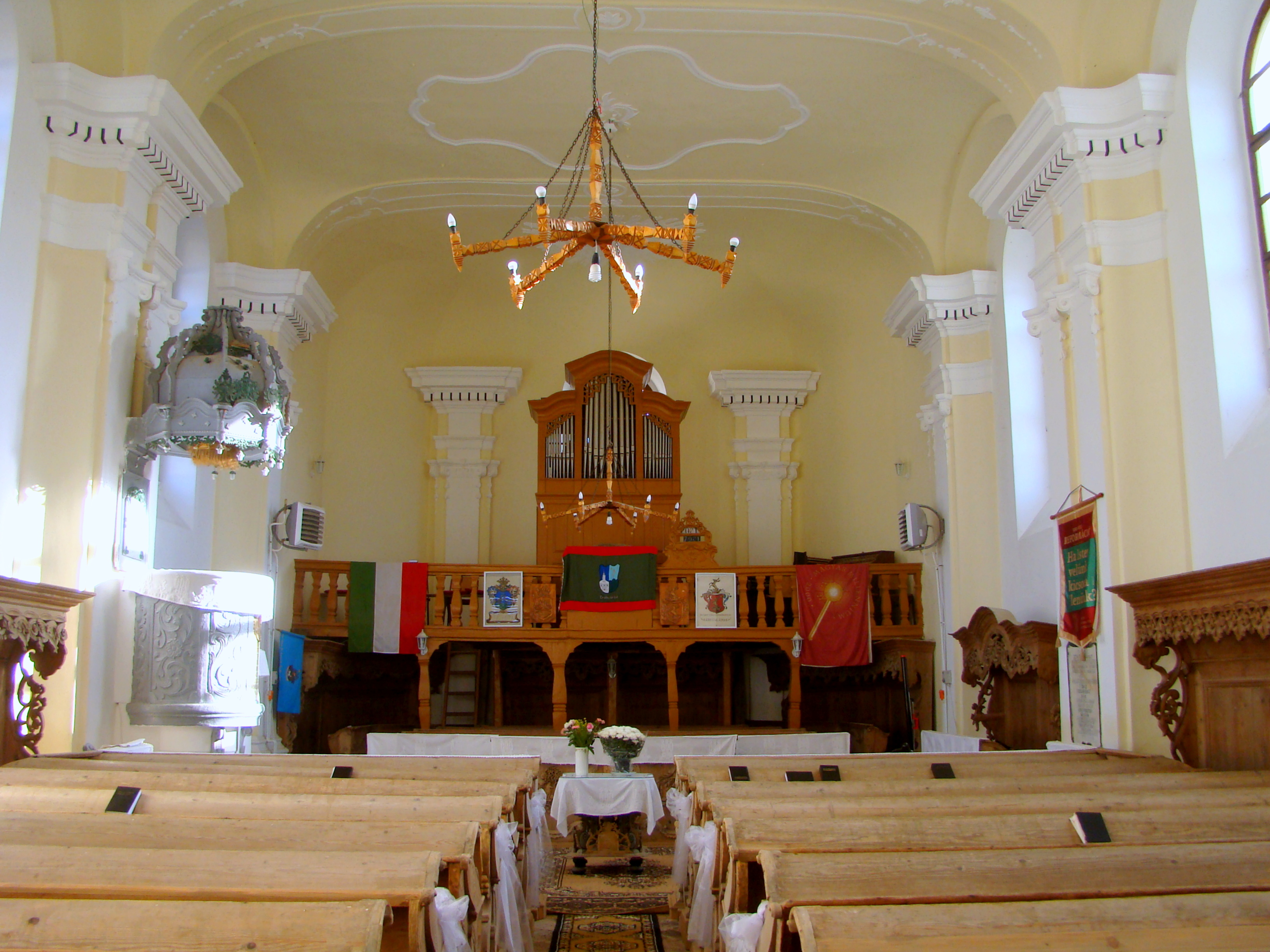
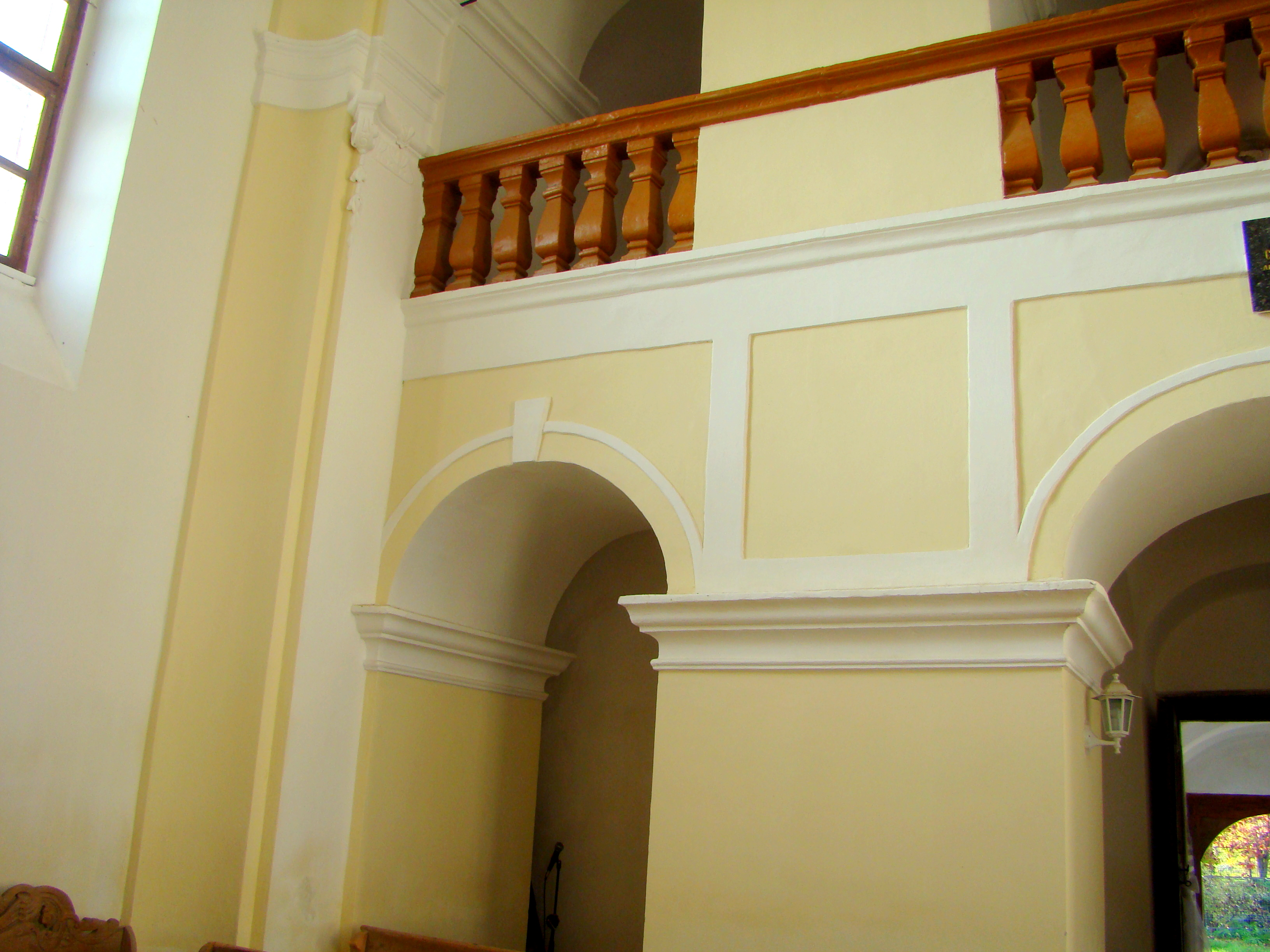
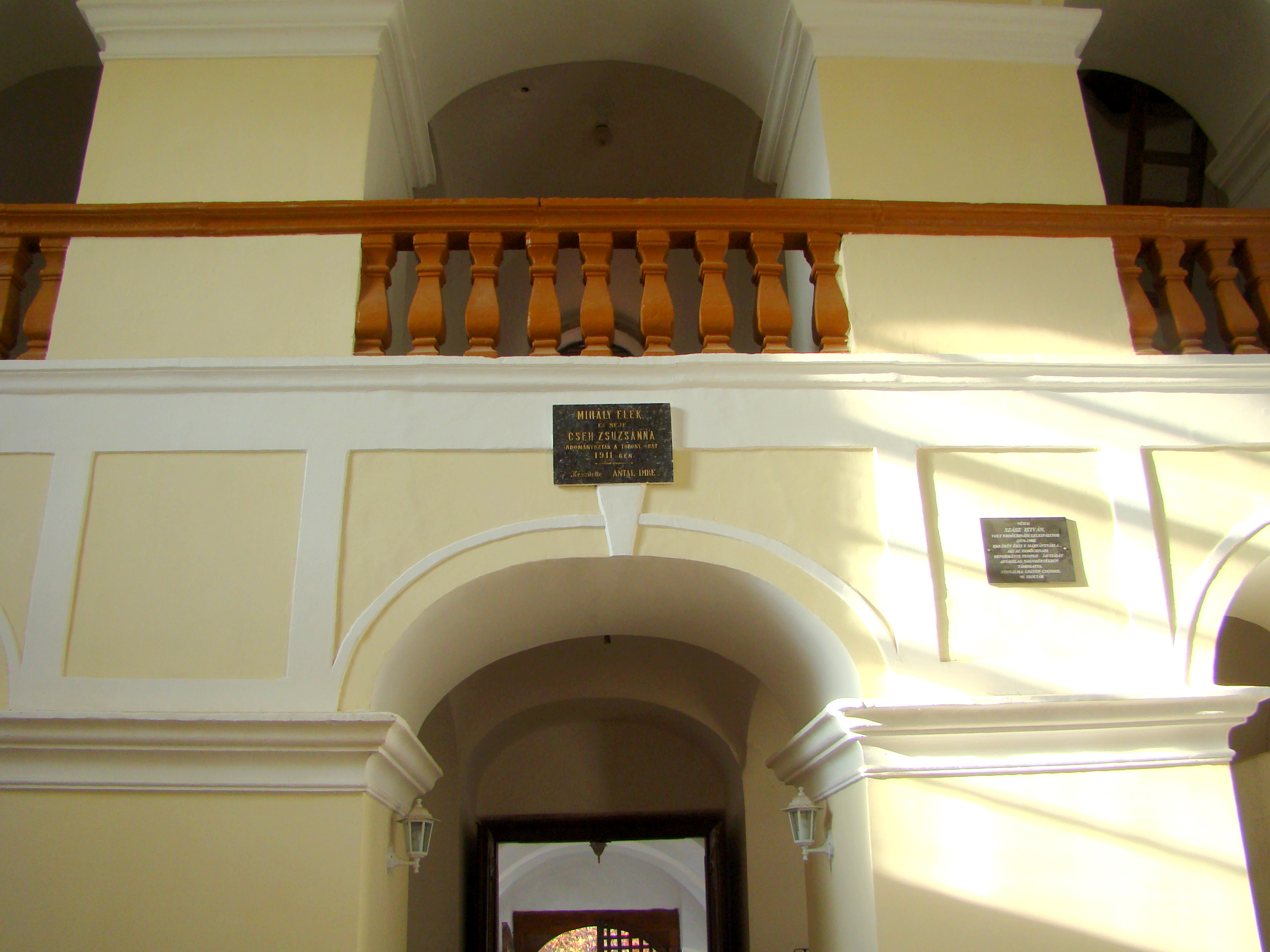
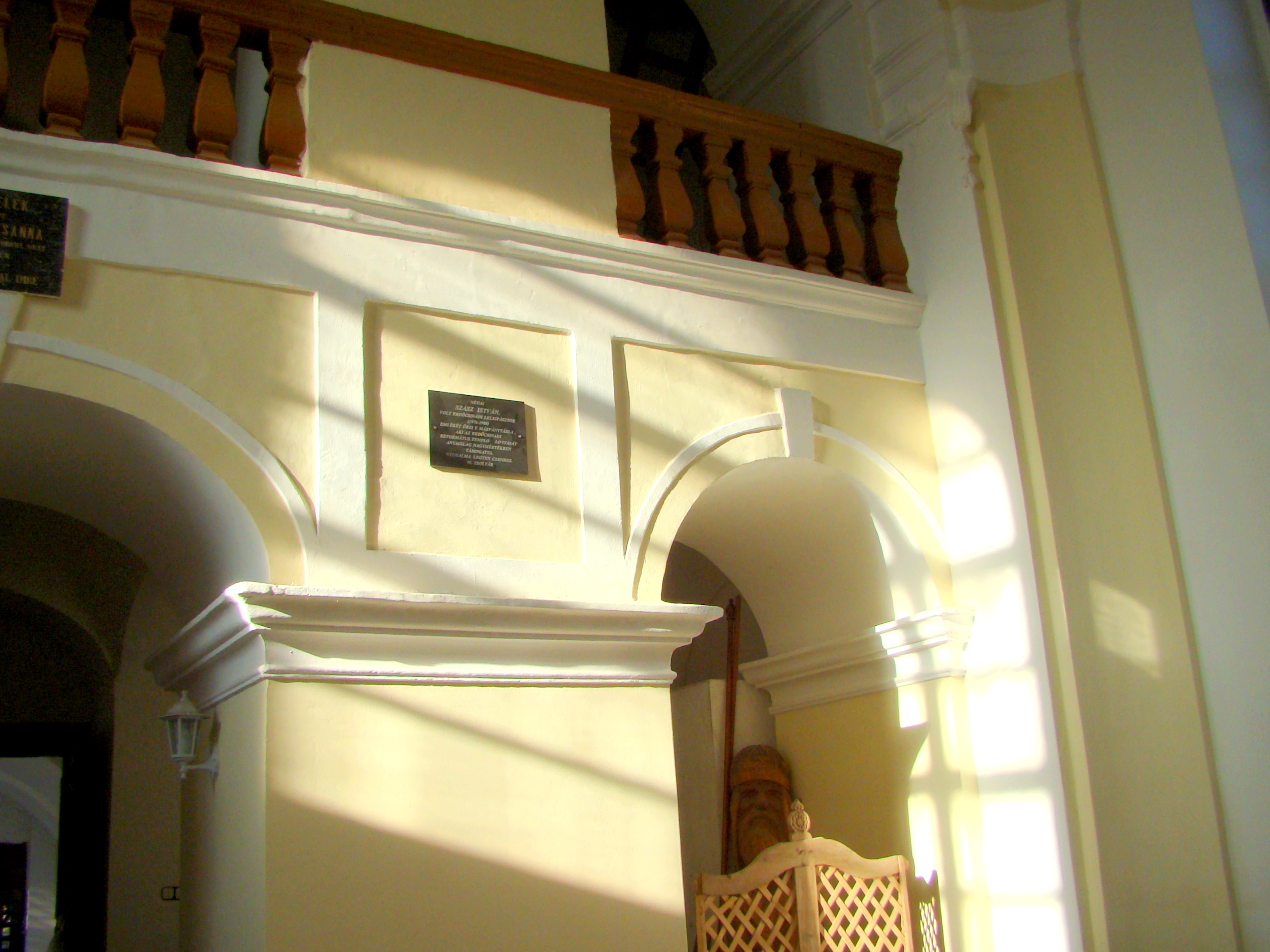
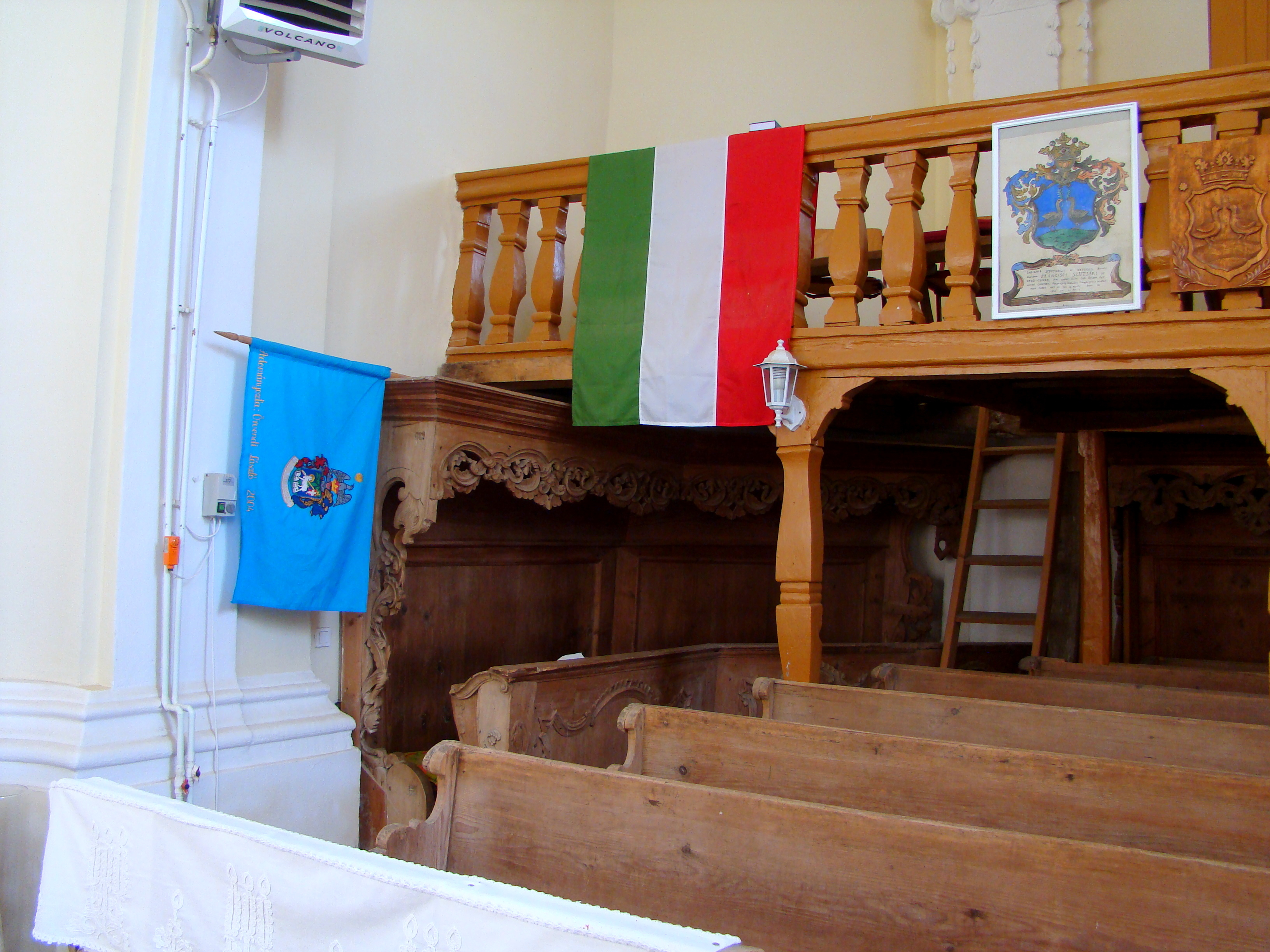
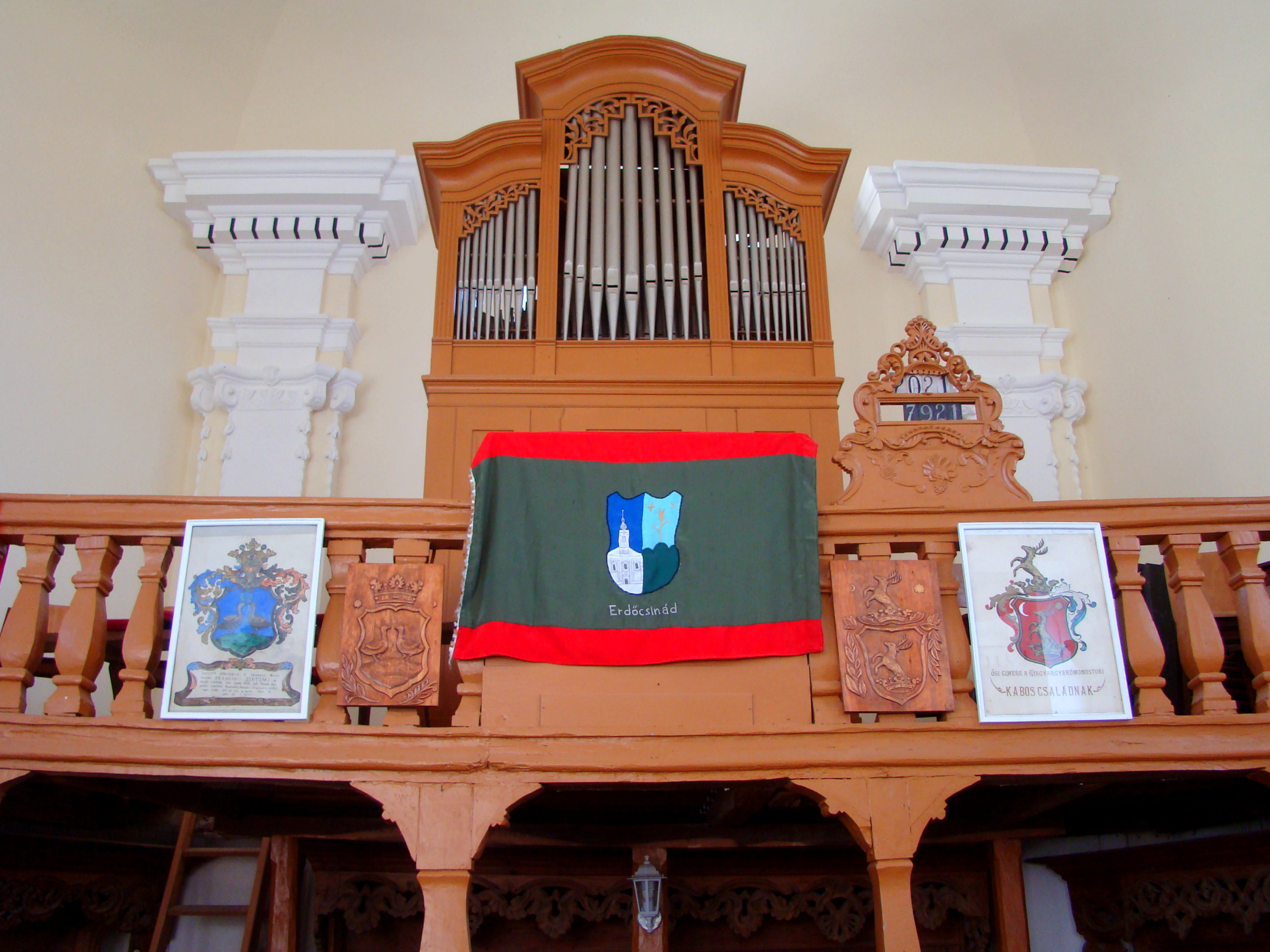
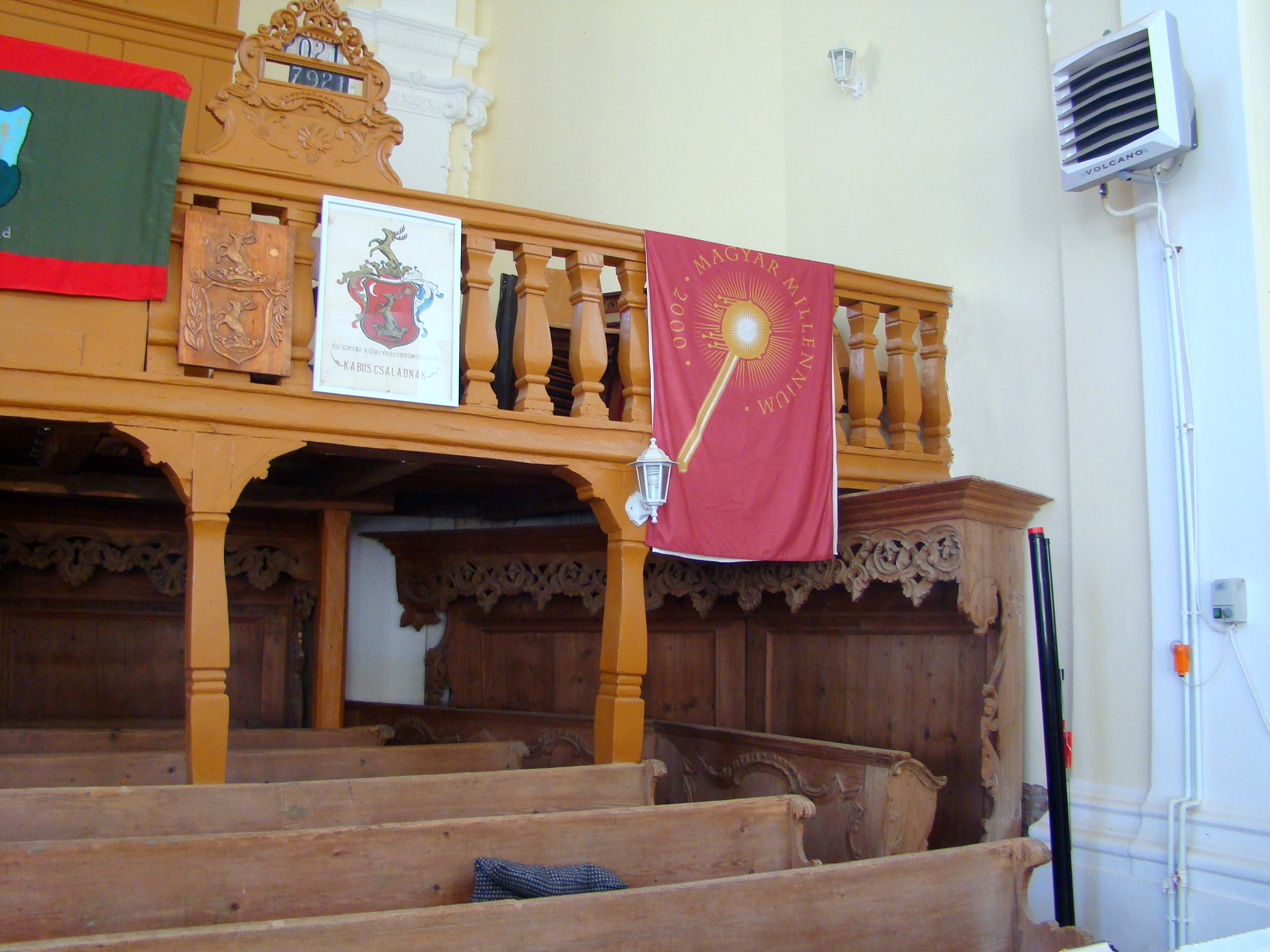
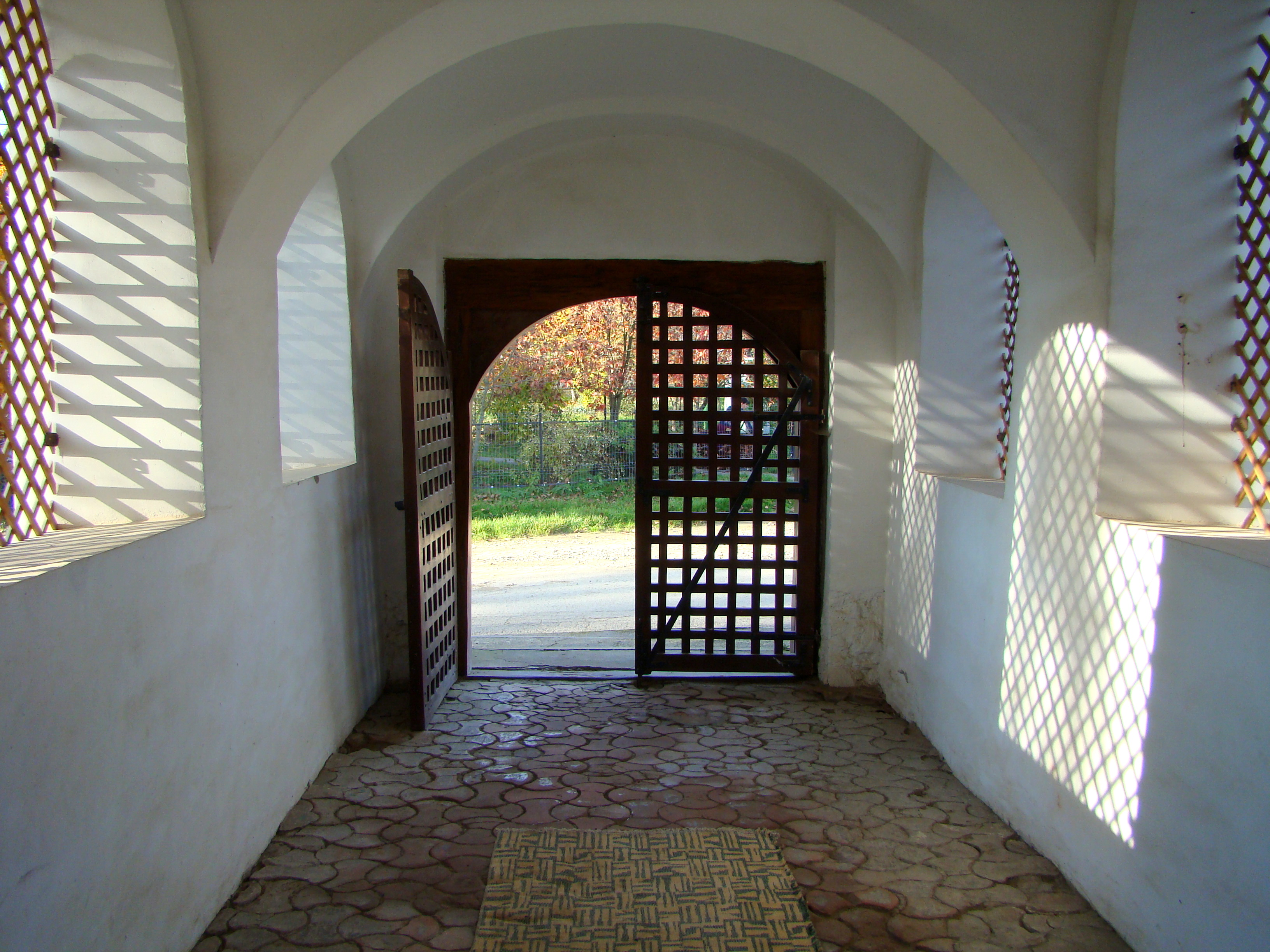